# Fälle des sexuellen Missbrauchs in der römisch-katholischen Kirche in Deutschland
Dieser Artikel behandelt die Fälle des sexuellen Missbrauchs in der römisch-katholischen Kirche in Deutschland auf der Ebene einzelner Bistümer, Orden und anderer kirchlicher Gemeinschaften, betreffend die Zeit nach 1945. Fälle, bei denen Täter oder Beschuldigte Angehörige von Orden sind, werden hauptsächlich im Abschnitt Ordensgemeinschaften dargestellt.
Für allgemeinere Informationen wird auf den Artikel Sexueller Missbrauch in der römisch-katholischen Kirche verwiesen, der das Thema länderübergreifend behandelt.

## Bistümer

### Bistum Aachen
Im Bistum Aachen hat der Pfarrer der Gemeinde St. Josef in Krefeld in den 1980er- und 1990er-Jahren mehrere Jungen missbraucht. Er wurde 1994 zu vier Jahren Haft verurteilt und aus dem Klerikerstand entlassen. Der Spiegel berichtete 2002, dass bei einer Durchsuchung des Pfarrhauses 58.000 Kinderporno-Bilder und 300 Videokassetten gefunden worden waren, die größtenteils der Pfarrer selbst erstellt hatte. Erste Vorwürfe gegen den Geistlichen gab es schon 1972. Er gehörte einem lokalen Pädophilen-Netzwerk an, zu dem neben anderen auch ein Erzieher im Kirchendienst und ein Kirchenmusiker gehörten. Die Mitglieder des Netzwerks wurden wegen sexuellen Missbrauchs von Kindern verurteilt, einige mehrfach.
Im September 2010 waren 24 Priester bekannt, die sich im Bistum Aachen im Zeitraum seit 1945 an Kindern und Jugendlichen vergangen haben sollen. Zu Beginn des Jahres waren erst acht Fälle bekannt gewesen. Sieben Priester waren seit 1945 strafrechtlich verurteilt worden, einer von ihnen zu vier Jahren Haft. Von den 24 Priestern lebten noch acht. Die Beschuldigungen gegen drei Priester betrafen die letzten beiden Jahrzehnte bis 2010. Diese Priester wurden von Bischof Heinrich Mussinghoff aller ihrer Ämter enthoben und suspendiert, ein Priester wurde aus dem Klerikerstand entlassen. Der Bischof bat die Opfer und ihre Familien um Entschuldigung.
Der Krefelder Pfarrer Georg K. hatte sich im Mai 2010 selbst angezeigt, Bischof Mussinghoff suspendierte ihn anschließend vom Priesteramt. Im Februar 2015 wurde K. vom Landgericht Krefeld wegen 25 Missbrauchstaten in den Jahren 2001 bis 2007 zu sechs Jahren Haft verurteilt. Der Missbrauch betraf zwei damals 11- bis 15-jährige Brüder. Ein 2010 begonnenes Verfahren wegen ähnlicher Vorwürfe in Südafrika, wo K. ab 2007 Auslandsseelsorger tätig war, wurde im Sommer 2014 eingestellt. Nach der Verurteilung stellte das Bistum seine Unterhaltszahlungen an K. ein. Im Juni 2016 gab der Vatikan dem Entlassungsgesuch des Priesters statt.
Bis Ende Juli 2011 zahlte das Bistum Aachen eine Entschädigung an 15 Missbrauchsopfer. Seit 2010 hatten sich insgesamt 85 Missbrauchsopfer gemeldet; 26 von ihnen beantragten eine Entschädigung.
Im von der MHG-Studie erfassten Zeitraum (1946 bis 2014) soll es im Bistum Aachen insgesamt 55 Priester geben, die sich an Jugendlichen vergangen haben.
Im Nachgang zur Veröffentlichung der MHG-Studie beauftragte Bischof Helmut Dieser 2019 ein Gutachten zur Aufarbeitung von Fällen sexuellen Missbrauchs und sexualisierter Gewalt durch Kleriker im Bistum Aachen im Zeitraum 1965 bis 2019. Die beauftragte Rechtsanwaltskanzlei Westpfahl Spilker Wastl veröffentlichte ihr Gutachten am 12. November 2020.
Nachdem sich das Bistum jahrelang geweigert hatte, Namen von Tätern zu veröffentlichen, änderte sich das im Mai 2023 mit der Veröffentlichung von Missbrauchsvorwürfen gegen den Priester Leonhard Meurer (1916–1991) durch die Aachener Zeitung. Fünf Tage später ging das Generalvikariat der Diözese selber an die Öffentlichkeit und sucht so nach weiteren möglichen Opfern der mit Namen und Wirkungsorten genannten Priester Leonhard Meurer und Dieter Wintz (1938–2018).
Am 18. Oktober 2023 veröffentlichte das Bistum Aachen im Rahmen des Projekts „Das Dunkelfeld erhellen“ die Namen von 53 verstorbenen mutmaßlichen Tätern. Daraufhin meldeten sich bis Ende des Jahres 2023 66 Betroffene beim Bistum. Insgesamt sind dem Bistum seit 1930, dem Jahr der Entstehung des Bistums Aachen, 336 Betroffene bekannt geworden.

### Bistum Augsburg
Im Bistum Augsburg wurde der Fall eines 65 Jahre alten Priesters bekannt, der sich auf Druck des Bistums wegen einer Tat aus dem Jahr 1999 selbst anzeigte. Der Beschuldigte war von 1994 bis 1995 in Aichach tätig gewesen. Ihm werden fünf Fälle von Missbrauch vorgeworfen. Trotz einer bereits bestehenden einjährigen Bewährungsstrafe setzte das Amtsgericht Aichach eine öffentliche Gerichtsverhandlung an. Erste Hinweise aus dem Jahr 1999 wurden von der Justiz nicht untersucht und von der Diözese öffentlich bestritten. Damals soll sich der Mann „auf moralisch fragwürdige Weise“ Kindern genähert haben. Betroffene Eltern hatte das Bistum gebeten, im Interesse ihrer Kinder kein öffentliches Aufsehen zu erregen und von einer Anzeige abzusehen. Der Mann war 1999 versetzt worden und seitdem in einem Bereich ohne Kontakt zu Jugendlichen tätig. Nachdem 2010 weitere Hinweise bekannt wurden, setzte das Bistum dem Mann ein Ultimatum zur Selbstanzeige.
Wilfried Hiller und Michael Lerchenberg werfen dem Internat St. Joseph in Augsburg Züchtigungen und sexuellen Missbrauch vor.
Nach einem vorläufigen Bericht des Missbrauchsbeauftragten des Bistums Augsburg vom September 2010 wurden dort im Jahr 2010 80 Hinweise auf Missbrauch und Misshandlung bekannt. Nach Prüfung fielen weniger als die Hälfte noch in den Zuständigkeitsbereich des Bistums. Insgesamt ergaben sich 34 Missbrauchs- und Misshandlungsfälle von 1946 bis 2003. 30 Opfer waren männlich, 4 weiblich. 22 Fälle lagen in den 1950er-Jahren. Das jüngste Missbrauchsopfer war acht Jahre alt. Die sexuellen Übergriffe fanden häufig auf dem Anwesen der Eltern statt. Zu Vergewaltigungen ist es nicht gekommen. Nach 2003 wurden keine Missbrauchsfälle mehr registriert. Fünf Opfern hat das Bistum therapeutische Behandlung angeboten und die Kosten von etwa 50.000 Euro übernommen. Der Missbrauchsbeauftragte bewertete die Fälle als Einzelfälle ohne System.
Im November 2017 versetzte Bischof Konrad Zdarsa den Nördlinger Dekan und Stadtpfarrer Paul Erber in den Ruhestand, nachdem der Priester den mehrere Jahrzehnte zurückliegenden sexuellen Missbrauch eines Minderjährigen eingeräumt hatte. Das Bistum informierte die Staatsanwaltschaft und die Kongregation für die Glaubenslehre.
Ein in Memmingen tätiger Pfarrer und Dekan wurde im Juni 2021 durch das Bistum Augsburg von seinem Amt entpflichtet, nachdem ein ernstzunehmender Vorwurf des sexuellen Missbrauchs gegen den Priester erhoben worden war. Das Bistum informierte die Staatsanwaltschaft, die ein Ermittlungsverfahren auf Grund des Anfangsverdachts einleitete, mit der Begründung, dass der Priester mehrere Jahre lang sexualbezogene Handlungen gegen eine Person vorgenommen habe. Zwei Wochen später erwies sich der Vorwurf als strafrechtlich haltlos, zuständige Staatsanwaltschaft stellte das diesbezügliche Ermittlungsverfahren ein. Der Anwalt des Beschuldigten kritisierte das zuständige Bistum daraufhin der seiner Meinung nach rufschädigenden Kommunikationsstrategie.
Im Dezember 2023 geriet das Bistum in die Schlagzeilen, da es die Entscheidung der Unabhängigen Kommission für Anerkennungsleistungen (UKA), die von den Bischöfen 2021 eingesetzt worden war, 150.000 € an einen Missbrauchsbetroffenen zu zahlen, ablehne, was ein Novum darstellt, da bisher alle Geldforderungen der UKA erfüllt wurden.
Am 24. April 2024 gaben die Diplom-Psychologen Angelika Hauser und Rupert Membart bekannt, dass sie ihre Ämter als Missbrauchsbeauftragten Ende April niederlegen werden. Sie werfen dem Bistum mangelnden Aufklärungswillen vor. Das Bistum wies diese Vorwürfe zurück.

### Erzbistum Bamberg
2010 wurde ein Priester im Erzbistum Bamberg beschuldigt, in den 1970er-Jahren als geistlicher Direktor und Heimleiter des Bamberger Internats Aufseesianum sexuelle Übergriffe auf Schüler begangen zu haben. Der Geistliche war 1976 zunächst ins südliche Afrika und 1980 nach Mailand versetzt worden. Die Gründe lassen sich nicht mehr rekonstruieren, da in den Akten keine Begründung vorhanden ist und alle damals Verantwortlichen bereits verstorben sind. Ein Ermittlungsverfahren der Staatsanwaltschaft wurde eingestellt.
Ebenfalls in Bamberg hat ein 1944 geborener Priester in der Zeit von 1978 bis 1984 mehrere Schüler des von ihm geleiteten Ottonianums, eines Knabenseminars des Erzbistums Bamberg, sexuell missbraucht. Als der Fall 2008 bekannt wurde, entband die Diözese den Priester, der 1998 zum Domkapitular ernannt worden und 2004 zum Personalchef des Erzbistums aufgestiegen war, von seinen Aufgaben. Die Staatsanwaltschaft Bamberg nahm Ermittlungen auf, stellte das Verfahren aber 2009 wegen Verjährung ein. Im April 2012 versetzte das Kirchengericht des Erzbistums München und Freising den Geistlichen wegen sexuellen Missbrauchs dauerhaft in den Ruhestand, untersagte ihm jede seelsorgerische Tätigkeit und beschloss, dass er den Titel „Domkapitular“ nicht mehr führen darf.
2011 geriet das Bistum in die Kritik, da es einen Priester 2005 mit einer Leitungsfunktion (zum Dekan) in Fürth ausgestattet hatte. Bereits 2001 erfolgte gegen diesen Priester eine schriftliche Anzeige wegen sexuellen Missbrauchs bei der Diözese Bamberg durch einen Pfadfinder, seinen Psychotherapeuten und durch einen Geistlichen aus Berlin, dem sich das Opfer ebenfalls anvertraut hatte. Das Bistum begründete nun sein Vorgehen mit einem Täter-Opfer-Ausgleich 2003, in dem der Beschuldigte „unkorrektes Verhalten“ eingestanden und eine Entschädigung von 3000 Euro gezahlt habe. Das Bistum sah keine Gefährdung Minderjähriger und ging von einem „einmaligen Ausrutscher“ aus. Schließlich ging im Jahr 2008 im Zusammenhang mit dem Missbrauchsverfahren gegen den oben genannten Bamberger Domkapitular ein Hinweis bei der Polizei ein. Die Polizei nahm Kontakt mit dem Opfer auf und ermittelte gegen den Priester aus Fürth. Das Verfahren wurde jedoch wegen Verjährung eingestellt. Im Februar 2011 erstattete ein weiteres Opfer Anzeige bei der Diözese Bamberg. Der sexuelle Übergriff soll Mitte der 1980er-Jahre erfolgt sein. Das Erzbistum erstattete daraufhin bei der Staatsanwaltschaft Nürnberg-Fürth Anzeige gegen diesen Priester und suspendierte ihn mit sofortiger Wirkung. Als Anfang März 2011 der Therapeut, der zusammen mit dem Opfer 2001 beim Bistum die Anzeige erstattet hatte, die Zeitung informierte, erfuhr die Öffentlichkeit, dass es schon einmal Ermittlungen gegen den Priester gegeben hatte. Bis dahin hatte die Diözese angegeben, dass es nur ein Opfer gab. Zwar versicherte die Diözese Bamberg in Interviews, dass man die Opfer „nicht alleinlassen“ wolle. Bernd Fricke, psychologischer Psychotherapeut in Bamberg und Betreuer des Opfers, bleibt jedoch skeptisch: Sein Patient, Angehörige und der Geistliche aus Berlin wandten sich wiederholt ans Bistum und baten um Kostenübernahme für Therapiestunden. In einem Antwortschreiben vom Juli 2010 hieß es: „Eine Entschädigung durch die Erzdiözese Bamberg kommt nicht in Betracht.“
Am 23. September 2022 teilte das Erzbistum Bamberg mit, dass nach erneuter Durchsicht von Personalakten erwiesen sei, dass der 2005 gestorbene Priester Dieter Scholz seit seiner Kaplanszeit wiederholt sexuelle Übergriffe begangen habe. Dies sei dem Erzbistum seit 1963 bekannt gewesen, und Scholz habe die Taten eingestanden. Der Priester wurde zunächst aus dem Dienst genommen und musste sich „zur Besinnung und Umkehr“ ins Kloster Niederalteich und dann in die Abtei Münsterschwarzach begeben. Anschließend sei er zweimal als Seelsorger in Bolivien tätig gewesen, dazwischen und danach sei er jedoch an verschiedenen Orten im Erzbistum Bamberg eingesetzt worden, u. a. von 1972 bis 1995 als Pfarrer von Wallenfels. 2003 sei er regulär in den Ruhestand versetzt worden. Erzbischof Ludwig Schick räumte schwere Versäumnisse der Bistumsleitung ein; auch wenn den Akten keine Hinweise auf strafrechtliche Schritte zu entnehmen seien, sei es aus heutiger Sicht unvorstellbar, dass ein Priester, dem solche Vorwürfe gemacht wurden, nicht aus dem Dienst genommen und zumindest kirchenrechtlich bestraft würde. Erzbischof Schick wies darauf hin, dass er selbst erst nach dem Tod des Priesters von den Vorgängen erfahren habe. Ihm wird vorgeworfen, dass er in den 16 Jahren seitdem keinerlei Mitteilung darüber und auch keine Aufrufe an eventuelle weitere Betroffene, sich zu melden, gemacht habe, obwohl die 2016 gegründete Unabhängige Kommission zur Aufarbeitung sexuellen Kindesmissbrauchs empfohlen hatte, dass Schritte der Aufarbeitung „der Öffentlichkeit mitgeteilt werden müssen“. Auch seien die Personalakten von Dieter Scholz nicht ausreichend überprüft worden, als sich weitere Opfer von sexuellem Missbrauch an das Erzbistum wandten.
Der Betroffenenbeirat von Geschädigten durch Missbrauch im Erzbistum Bamberg und die Koordinierungsstelle zur Prävention sexualisierter Gewalt des Erzbistums Bamberg erinnerten am 28. Juni 2025 in der Bamberger Fußgängerzone und am 13. Juli 2025 auf dem Bamberger Domplatz beim Heinrichsfest mit einer Mahnwache an das Leid der Betroffenen von Missbrauch im Erzbistum. Hierbei wurden unter dem Motto „Missbrauch geschah ganz in der Nähe“ erstmals auch „Orte des Missbrauchs“ gezeigt, welche in dem Umfang bisher nicht bekannt gemacht worden waren. Demnach wurde Missbrauch auch an folgenden Orten verübt: in Bamberg (Amt für Kirchenmusik, Aufsessianum Neubau, Aufsessianum Altbau, ehemaliges Antonianum, ehemaliger Probenraum Domchor, Aufgang zur Domorgel, ehemaliges Franziskanerkloster, ehemaliges Ottonianum, ehemaliges Marianum, St. Josefsheim), Memmelsdorf (Sakristei Lichteneiche), Gunzendorf, Röthenbach a. d. Pegnitz (Pfarrkirche) und Altenbanz (Pfarrhaus).

### Erzbistum Berlin
Im Erzbistum Berlin war im Jahr 2010 besonders das Canisius-Kolleg von Missbrauchsvorwürfen betroffen, ferner auch die Berliner Hedwigschwestern und die Salesianer (siehe unten im Abschnitt Ordensgemeinschaften).
Kein sexueller Missbrauch war ein Fall in Berlin-Steglitz, der im März 2011 von der Berliner Presse aufgegriffen wurde, nachdem ein beschuldigter Priester durch den damaligen Diözesanadministrator, Weihbischof Matthias Heinrich, zunächst suspendiert worden war. Als Ergebnis eines Untersuchungsverfahrens stellte das Erzbistum im Juni 2012 fest, dass „weder nach weltlichem noch nach kirchlichem Recht eine Straftat vorgelegen hat“.
Im November 2020 beauftragte das Erzbistum Berlin die Anwaltskanzlei Redeker Sellner Dahs mit der Überprüfung von Verdachtsmomenten bei Priestern, Diakonen und männlichen Ordensangehörigen im Bereich des Erzbistums, die aus der 2018 veröffentlichten MHG-Studie ersichtlich waren; das Gutachten wurde am 29. Januar 2021 vom Erzbistum der Öffentlichkeit vorgestellt. Die Kanzlei sprach darin von 61 anonymisierten Beschuldigten und 121 Betroffenen seit 1946; 37 der Beschuldigten seien bereits verstorben, 18 befänden sich im Ruhestand. In 49 Fällen handele es sich um sexuellen Missbrauch von Minderjährigen, in fünf Fällen um eine sogenannte Grenzüberschreitung, in einem Fall um Kinderpornografie. Daneben sei von einer erheblichen Dunkelziffer auszugehen. Die Kanzlei stieß bei den Untersuchungen auf zahlreiche Versäumnisse sowie auf systemische und strukturelle Probleme innerhalb der katholischen Kirche, die sexuellen Missbrauch erleichtert und die Aufklärung verhindert hätten. Allerdings sei beim Berliner Ordinariat etwa ab 2002 ein Bewusstseinswandel hin zu mehr Transparenz festzustellen, während vorher die Verantwortlichen in erster Linie bemüht gewesen seien, Schaden von der Institution abzuwenden: „Während in den Jahren vor 2002 aus den Akten häufig noch eine deutlich größere Empathie mit den Beschuldigten zu erkennen ist als sie den Betroffenen gegenüber entgegengebracht wurde, hat sich dies seit 2002 erkennbar und grundlegend zum Besseren verändert.“ Die Anwaltskanzlei gab in dem Gutachten auch konkrete Handlungsempfehlungen. Das Erzbistum erklärte, in Kooperation mit den Bistümern Dresden-Meißen, Görlitz und der Katholischen Militärseelsorge werde eine unabhängige Aufarbeitungskommission und ein Betroffenenbeirat gegründet. Für die Weiterarbeit an der Untersuchung im Erzbistum wird es eine Kommission geben, in die der Diözesanrat und der Priesterrat Mitglieder entsenden.
Kritisiert wurde, dass das Gutachten nicht vollständig veröffentlicht wurde; es fehlte der Teil, in dem über die Täter und die Verantwortlichen im Erzbistum informiert wird. Erzbischof Koch und Generalvikar Kollig erklärten dazu im Interview am 3. Februar 2021, dass dieser Abschnitt die Protokolle mit Aussagen von Betroffenen enthalte, die diese teilweise mit der Bitte um Vertraulichkeit gemacht hätten; durch eine Veröffentlichung würden Persönlichkeitsrechte der Betroffenen und der Beschuldigten verletzt. Der eingesetzten Kommission liege das Gutachten vollständig vor; sie habe den Auftrag zu einer Analyse und der Bewertung der konkreten Verantwortlichkeiten in der Bistumsleitung, auf deren Grundlage dann über Konsequenzen entschieden werde. Mehrere der Handlungsempfehlungen der Anwaltskanzlei würden selbstverständlich bereits vorab umgesetzt.

### Bistum Dresden-Meißen
Im Bistum Dresden-Meißen waren im Februar 2011 sechs Missbrauchsopfer bekannt. Ein Mädchen wurde vor 25 Jahren in Riesa von einem Kaplan missbraucht. In diesem Fall lief noch das kirchenrechtliche Verfahren bei der Kurie in Rom. Ein weiterer Fall in Panschwitz-Kuckau wurde aus Beweismangel eingestellt.
Ein Seelsorger in Heidenau, Pfarrer Herbert Jungnitsch, hatte sich in den 1960er-Jahren an mindestens vier Mädchen im Alter zwischen vier und acht Jahren bis hin zu schwerem sexuellen Missbrauch vergangen, sogar in Verbindung mit rituellem Kontext. An den Taten sollen in einer Art Kinderschänder-Ring weitere Männer aus der Gemeinde und dem Kirchendienst beteiligt gewesen sein; deren Ehefrauen gelten teilweise als Mitwisserinnen. Das Grab des Täters soll 2021 auf Beschluss des Seelsorgerats der Pfarrgemeinde St. Georg eingeebnet werden. Die Betroffenen hatten 2010 ein Gespräch mit Bischof Joachim Reinelt geführt, der seine Zusage, nach Heidenau zu kommen, um öffentlich Stellung zu beziehen, nicht einhielt. Reinelt hatte bereits 1998 von dem Vorfall Kenntnis gehabt; in diesem Jahr hielt sich der zurückgetretene Erzbischof von Wien, Kardinal Hans Hermann Groër, eine Zeitlang in einem Schwesternhaus in Goppeln unweit von Heidenau auf und soll dort einen Brief erhalten haben, in dem von Missbrauchstaten Jungnitschs die Rede war. Der Kardinal habe davon dem damaligen Bischof des Bistums Dresden-Meißen, Joachim Reinelt, erzählt, wie der Justiziar des Bistums Dresden-Meißen, Stephan von Spies, bei einer Gemeindeversammlung in Heidenau am 16. September 2021 berichtete. Bei derselben Versammlung bat der amtierende Bischof von Dresden-Meißen, Heinrich Timmerevers, „als Vertreter der Institution, als Bischof um Entschuldigung, was Ihnen und anderen hier und in unserem Bistum geschehen ist“; er sehe er in Heidenau ein Pilotprojekt für die künftige Aufarbeitung der Missbrauchsfälle im Bistum Dresden-Meißen.
Am 30. Januar 2023 teilte das Bischöfliche Ordinariat in Dresden mit, dass ein weiterer Seelsorger wegen Verdachts auf sexuellen Missbrauch vom Dienst freigestellt und von seinem Dienstort abgezogen worden war. Die Betroffeneninitiative Ost kritisierte, dass sie darüber nicht informiert worden sei.
Die MHG-Studie von 2018 nennt für das Bistum Dresden-Meißen in der Zeit von 1960 bis 2015 insgesamt 14 beschuldigte Priester und einen Ordenspriester. Unter den Opfern waren 13 männliche und 15 weibliche Betroffene. Drei Priester wurden aufgrund ihrer Vergehen aus dem Priesterstand entlassen und laisiert. Die meisten Taten wurden in den Jahren 1970 bis 1989 begangen. Nach Jahrzehnten unterteilt ergibt sich folgende Verteilung:
- 1960–1969: 3 Täter, 6 Opfer
- 1970–1979: 5 Täter, 11 Opfer
- 1980–1989: 5 Täter, 9 Opfer
- 1990–1999: 1 Täter, 1 Opfer
- 2000–2009: (laufende Untersuchungen)
- 2010–2018: 1 Täter, 1 Opfer

### Bistum Eichstätt
In Ansbach im Bistum Eichstätt wurde ein Priester bekannt, der 1971 als studentische Hilfskraft im Internat der Regensburger Domspatzen einen Minderjährigen sexuell missbraucht haben soll.
2013 wurde gegen einen Priester wegen Missbrauchsvorwürfen ermittelt. 2014 wurden die Ermittlungen eingestellt, da es keinerlei Anhaltspunkte gab.
Insgesamt wurden bis November 2020 durch Überprüfung der Akten 25 Täter im Dienst der Diözese Eichstätt bekannt, davon ein Diakon und ein Laie. Die Taten reichen von den 1920er-Jahren bis in die Gegenwart. 20 Täter sind verstorben, bei sechs wurden ihre Vergehen erst nach ihrem Tod bekannt. 57 Betroffene konnten identifiziert werden, rund zwei Drittel davon sind Frauen. Auf den Zeitraum 1920er- bis 1950er-Jahre entfallen 21 dokumentierte Fälle und rund ein Drittel der Täter. Auf die restlichen vier Jahrzehnte bis 1999 entfallen 33 Fälle und rund die Hälfte der Täter. Seit 2000 kam nur noch ein Fall hinzu. Gegen sieben Täter wurden staatliche Strafen verhängt, in fünf Fällen wurden die staatlichen Verfahren eingestellt. Gegen vier Täter wurden kirchenrechtliche Maßnahmen erlassen.
In der Amtszeit von Bischof Alois Brems (1968–1984) half die Bistumsleitung – der Bischof und enge Mitarbeiter – Josef Ludwig Zottmann, einem mit schweren Missbrauchsvorwürfen belasteten und mit Haftbefehl gesuchten Priester, der in den 1960er-Jahren in mehreren Pfarreien in der Oberpfalz, im Schwäbischen und im nördlichen Oberbayern Mädchen und junge Frauen missbraucht hatte, in Afrika und ab 1973 in Brasilien abzutauchen, wo er unter falschem Namen als Missionar tätig und vor Strafverfolgung geschützt war. Die Bistumsleitung informierte die staatlichen Behörden nicht und trug zur Tarnung des Mannes bei. Zottmann wurde auch im Ausland vom Bistum Eichstätt weiter Unterstützung gezahlt. Er kehrte 1984 nach Deutschland zurück, nachdem die Taten verjährt waren, und arbeitete weiter als Gemeindeseelsorger und in der Jugendarbeit, zunächst im Erzbistum München und Freising dann im Norden des Bistums Eichstätt in Roßtal. Im Ruhestand als Hausseelsorger eines Seniorenheimes im mittelfränkischen Schwabach wurde er wieder auffällig. Er starb 2016 nach Übersiedlung in das Gebiet der Erzdiözese Bamberg. Nachdem die Mißbrauchsthematik bekannt wurde, wurden dem Mann posthum zu Lebzeiten verliehene Ehrungen der Marktgemeinde Roßtal (Bürgermedaille) und des örtlichen Pfadfinderverbandes (Ehrenvorsitz) entzogen.
Am 27. Januar 2023 gab die Diözese die Suspendierung eines Geistlichen wegen des Vorwurfs von sexuellem Missbrauch von Jugendlichen und Schutzbefohlenen bekannt. Der Geistliche wurde vom Pastoral- und Schuldienst freigestellt, ein „Aufenthaltsverbot für seine bisherigen Wohn- und Wirkungsorte“ ausgesprochen und ein kirchenrechtliches Voruntersuchungsverfahren eingeleitet.

### Bistum Erfurt
2010 zeigte das Bistum Erfurt einen Priester an, der von 2004 bis 2006 im Jugendgefängnis Ichtershausen eingesetzt worden war und dem sexuelle Nötigung vorgeworfen wurde. Er räumte Übergriffe auf Minderjährige für den Zeitraum von 1980 bis 1996 ein. Zuletzt arbeitete der Priester in einem Seniorenheim im Bistum Würzburg.
Bekannt wurde auch der Fall eines Priesters aus dem Bistum Fulda, der von 1997 bis 2004 nach Weimar strafversetzt wurde und dort im Jahr 2000 ein Mädchen in der Sakristei sexuell belästigt haben soll.
Insgesamt wurden dem Bistum Erfurt im Jahr 2010 acht Verdachtsfälle gegen kirchliche Mitarbeiter angezeigt. Fünf glaubhafte Fälle betrafen verstorbene Geistliche. Drei Fälle ereigneten sich im Zweiten Weltkrieg und in der Nachkriegszeit, zwei in den 1960er- und 1970er-Jahren. Drei Anzeigen richteten sich gegen noch lebende Geistliche und wurden an die Staatsanwaltschaft weitergeleitet. Zwei Verfahren waren bereits eingestellt worden.
Im Bistum Erfurt geriet Bischof Joachim Wanke in die Kritik, da sich herausstellte, dass das Bistum in der Vergangenheit versucht hatte, den Fall des Priesters Ernst W. intern zu regeln. Bischof Wanke räumte dazu in einem Hirtenbrief ein, dass Fehler gemacht und falsche Entscheidungen getroffen worden waren. Im Jahr 2011 ermittelte die Staatsanwaltschaft noch in drei Fällen.
Bischof Ulrich Neymeyr teilte im März 2021 mit, im Bistum Erfurt seien inzwischen 54 potenzielle Missbrauchsopfer bekannt. Die Zahl der Beschuldigten liege bei 41, davon 20 Priester und 21 nichtgeistliche Kirchenmitarbeiter. Zwei Priester wurden strafrechtlich verurteilt, aber nicht aus dem Priesterstand entlassen. Ein Strafverfahren gegen einen pensionierten Priester war noch nicht abgeschlossen. Die Mehrzahl der Fälle ereignete sich in der Zeit der DDR bis in die 1980er-Jahre, der jüngste Fall war seit sieben Jahren bekannt. Insgesamt seien 106.000 Euro seien an Entschädigungen an die Opfer gezahlt worden. Neymeyr kündigte eine Kommission an, die Hinweisen auf Missbrauchsfälle nachgehen solle; ihr gehören zwei von der Thüringer Kinderschutzbeauftragten unabhängig benannte Vertreter aus Justiz und Wissenschaft an, ferner zwei Mitarbeiter aus der Rechtsabteilung und dem Archiv des Bistums und ein Betroffenenvertreter.
Diese Aufarbeitungskommission teilte am 29. Oktober 2024 mit, dass sich inzwischen 78 Betroffene gemeldet hätten. Es seien relevante Akten seit 1945 geprüft worden. Von 64 des sexuellen Missbrauchs an Minderjährigen und Schutzbefohlenen Beschuldigten seien 25 Geistliche; dfie meisten Beschuldigten seien verstorben. Die Vorsitzende der Kommission, Ulrike Brune, wies darauf hin, dass die vorliegenden Akten nur einen Bruchteil der tatsächlichen Vorkommnisse widerspiegeln; das Bistum habe der Kommission alle gewünschten Informationen und Akten zugänglich gemacht, doch seien diese sehr unsystematisch geführt worden. Brune kritisierte, dass Bischof Ulrich Neymeyr einer Veröffentlichung des Jahresberichts für 2023 nicht zugestimmt habe. Neymeyr verwies auf Datenschutz- und Persönlichkeitsschutzgründe mit Blick auf Täter. Der Vize-Kommissionsvorsitzende Michael Winkler widersprach dem; in dem Bericht sei alles maximal anonymisiert, so dass diese Rechte bei einer Veröffentlichung nicht verletzt würden.

### Bistum Essen
2010 meldeten sich im Bistum Essen über ein Dutzend möglicher Opfer. Ein tatverdächtiger 79 Jahre alter Priester wurde beurlaubt.
Vorwürfe richteten sich auch gegen das Essener Franz Sales Haus, in dem man 1500 Menschen mit Behinderung betreut. Dort soll es in den 1960er-Jahren zu sexuellem Missbrauch von Schutzbefohlenen gekommen sein. Zugleich wurden auch sadistische Taten berichtet.
Ein Missbrauchsfall wurde durch den Anruf eines Opfers beim Online-Portal Der Westen bekannt. Dabei wurde ein Priester belastet, der bereits 1963 zu zwei Jahren Haft  verurteilt worden war. Er hatte als Religionslehrer an zwei Bochumer Realschulen gearbeitet, an der Jacob-Mayer-Schule für Jungen und der Annette-von-Droste-Hülshoff-Schule für Mädchen. Unter dem Vorwand, er brauche Hilfe beim Fensterputzen, lud er damals Schüler und Schülerinnen zu sich ein. Sie mussten sich dann ausziehen, er machte Nacktaufnahmen für Dias. Als ein Opfer dies seinen Eltern erzählte, gingen diese zur Polizei. Bei einer Wohnungsdurchsuchung wurde Beweismaterial gefunden.
Ein früherer Domkapitular des Bistums Essen wurde 2010 wegen sexuellen Missbrauchs verurteilt. Er hatte einem 16-Jährigen Geld für Sex gezahlt. Der Vorfall soll 2009 geschehen sein. Der Domkapitular erhielt eine Geldstrafe in Höhe von 14.000 Euro.
Eine umfangreiche Studie über sexualisierte Gewalt und Machtmissbrauch im Bistum Essen wurde im Februar 2023 veröffentlicht.
Am 19. September 2023 informierten das Bistum Essen und Bischof Franz-Josef Overbeck  die Öffentlichkeit darüber, dass Vorwürfe gegen den ersten Bischof des Bistums Essen, Kardinal Franz Hengsbach, wegen sexueller Übergriffe an Minderjährigen in den 1950er- und 1960er-Jahren untersucht werden. Hengsbach ist der erste deutsche Kardinal, der unter Missbrauchsverdacht steht.

### Erzbistum Freiburg
Im Jahr 2008 entließ ein Kirchengericht im Erzbistum Freiburg einen aus Wuppertal stammenden Priester aus dem Priesterstand. Bereits 2003 hatte ihn das Landgericht Karlsruhe wegen zahlreicher Sexualdelikte zu einer Freiheitsstrafe verurteilt, die er bis 2009 verbüßte. Bis 2018 konnten ihm 108 weitere Fälle sexuellen Missbrauchs, 45 davon schwer, und eine versuchte Vergewaltigung nachgewiesen werden. Die Taten fanden vor allem im Raum Mainz und im Landkreis Deggendorf statt. Im Februar 2018 wurde der laisierte Priester vom Landgericht Deggendorf zu achteinhalb Jahren Haft verurteilt, eine spätere Sicherungsverwahrung blieb vorbehalten.
Ein Pfarrer in Oberharmersbach hat vermutlich mindestens 17 Minderjährige missbraucht. Er wurde 1991 lediglich in den Ruhestand versetzt, die Staatsanwaltschaft wurde nicht eingeschaltet. Der Täter nahm sich 1995 das Leben.
Im April 2010 beurlaubte das Erzbistum Freiburg einen Seelsorger, dem sexueller Missbrauch vorgeworfen wurde. Nach Angabe der Erzdiözese ermittelte die Staatsanwaltschaft in Irland gegen den Pfarrvikar. Auch die Staatsanwaltschaft Waldshut-Tiengen nahm daraufhin Ermittlungen auf. Als Mitglied des Ordens der Legionäre Christi Der in Manila (Philippinen) geborene Ordensmann in Irland, Schottland und England war in der Betreuung von Jugendlichen tätig, bevor er in Mexiko, Brasilien, Venezuela und Peru missionierte. 1995 war er von Erzbischof Oskar Saier in den Dienst des Erzbistums aufgenommen worden und als Diakon und Priester in Achern, Freiburg, Karlsruhe, Offenburg und Tiengen-Lauchringen tätig. Das Verfahren der Staatsanwaltschaft Waldshut-Tiengen wurde im Sommer 2011 eingestellt.
Im Juli 2010 sprach das Erzbistum Freiburg noch von Hinweisen und Missbrauchsvorwürfen noch gegen nur 44 Priester, Ordensleute und kirchliche Mitarbeiter aus den Jahren 1950 bis 2000: 36 Diözesanpriester, vier Ordenspriester, zwei Ordensbrüder, zwei Erzieher im Dienst der Erzdiözese. Von den beschuldigten 36 Diözesanpriestern seien 16 gestorben, 12 im Ruhestand, 4 beurlaubt. In 10 Fällen sei die Staatsanwaltschaft eingeschaltet worden.
Im Oktober 2010 zog der Missbrauchsbeauftragte der Erzdiözese Freiburg, Domkapitular Eugen Maier, eine abschließende Bilanz seiner Arbeit seit 2002. Als Konsequenz aus den 2010 bekannt gewordenen Fällen hatte das Erzbistum beschlossen, dass der Missbrauchsbeauftragte in Zukunft nicht mehr zur Leitungsebene des Bistums gehören und idealerweise eine externe Person sein solle, um größere „Unabhängigkeit“ herzustellen. Maier berichtete damals, es gebe für den Zeitraum von 1950 bis 2010 immerhin etwa 110 Anzeigen zu Missbrauchsfällen. Bis 2000 waren ausschließlich Priester die Beschuldigten, seitdem habe sich der Kreis um pastorale Mitarbeiter erweitert. Bis auf eine Ausnahme waren alle Täter männlich. Es gab viele Meldungen von Opfern außerhalb der Zuständigkeit der Erzdiözese, die aufgenommen wurden. Zudem lagen 30 Anzeigen über Heime vor. Hier ging es vor allem um entwürdigende pädagogische Praktiken. Die Grenzen zwischen Misshandlung von Schutzbefohlenen und sexuellem Missbrauch waren dabei fließend, und es wurde eine größere Anzahl von Frauen als Täter benannt. Die meisten Opfer waren zwischen 12 und 17 Jahre alt. Die Täter wurden vor allem als „regressiver Typ“ beschrieben, der zur Sicherung des eigenen Machtbewusstseins agiere. Um seine Arbeit bewältigen zu können, arbeitete das Ordinariat mit den Opferhilfevereinen Wildwasser und Wendepunkt zusammen. Laut Maier ist das Allerwichtigste die Wahrnehmung, was die Opfer erlebt hätten und wie es ihnen heute gehe. Die Unterstützung betreffe dabei nicht die vergangenen Ereignisse, sondern es gehe um aktuelle Not. Die Rechtsanwältin Angelika Musella wurde Maiers Nachfolgerin.
2011 wurde bekannt wie das Erzbistum Freiburg den Datenschutz eines Missbrauchsopfers verletzt hatte. Priester Manfred M., der seit 1965 in Vimbuch, später in Weitenung und schließlich ab 1990 in Löffingen tätig war, wurde in den 1990er-Jahren wegen Missbrauchs von acht Minderjährigen zu einer Freiheitsstrafe auf Bewährung verurteilt und vom Erzbistum in den einstweiligen Ruhestand versetzt. Als M. im Dezember 2010 im Altersheim den Missbrauch von Jugendlichen in seiner Zeit als Pfarrer gestand, wurde der Fall vom Erzbistum öffentlich gemacht, und weitere Opfer wurden gebeten, sich vertraulich beim Erzbistum zu melden. Das Erzbistum übernahm die Kosten für die Therapie eines Opfers von M. und schickte an M. eine Rechnung weiter, um sich die Kosten von ihm zurückerstatten zu lassen. M. sah auf der Rechnung die Adressen der Therapeutin und des Patienten und schrieb Briefe an beide. Die Therapeutin beschwerte sich über die Belästigung ihres Patienten durch M. und die Verletzung des Datenschutzes. Das Bistum räumte den Vorgang ein und sagte zu, Adressen künftig nur dann weiterzuleiten, wenn eine Einverständniserklärung vorliegt.
Im Juli 2014 veröffentlichte das Erzbistum Freiburg die Ergebnisse einer externen Studie, der zufolge es dort seit 1942 nun mehr als 180 Missbrauchsopfer gab. Die Taten reichten von verbalen, sexuell gefärbten Übergriffen bis hin zu Vergewaltigungen, sie ereigneten sich überwiegend zwischen 1960 und 1990. Rund 130 Opfer seien von der Kirche finanziell entschädigt worden. In 38 Fällen seien die Täter strafrechtlich verurteilt worden; die meisten blieben ungestraft.
Im August 2022 veröffentlichten die Deutsche Bischofskonferenz und ADVENIAT die Ergebnisse einer unabhängigen Untersuchung der Akten der Auslandspriester-Koordinationsstelle Fidei Donum. Demnach hatte der aus dem Erzbistum Freiburg stammende Bischof Emil Stehle war seit 1957 als Auslandsseelsorger in Südamerika tätig, von 1977 bis 1988 Geschäftsführer der bischöflichen Aktion Adveniat und Leiter der Koordinationsstelle Fidei donum zur Begleitung von Auslandseinsätzen deutscher Priester und zuletzt bis 2002 Bischof der Diözese Santo Domingo de los Colorados mit Sitz in der ecuadorianischen Stadt Santo Domingo de los Colorados, in mehreren Fällen durch Namenscodierungen, Tarnadressen und Unterhaltshilfen dafür gesorgt, dass wegen Sexualdelikten in Deutschland angeklagte Priester verdeckt in Lateinamerika bleiben konnten. Zudem habe Stehle selbst häufig vor allem jüngere Mitarbeiterinnen sexuell bedrängt, oft unter Zuhilfenahme von Alkohol und im Schutz der selbstverständlichen Annahme, dass sein priesterlicher Stand und seine Position ihn ungestraft handeln lassen würden. Schon 2003 oder 2004 seien Meldungen wegen Übergriffen bei der Deutschen Bischofskonferenz und 2005 bei Stehles Heimaterzbistum Freiburg eingegangen; Stehle, der nach seiner Emeritierung als Diözesanbischof nach Deutschland zurückgekehrt war, wurden zuletzt Tätigkeiten im Namen der Erzdiözese untersagt. Seine Nachrufe kirchlicher Stellen nach seinem Tod im Jahr 2017 vermittelten jedoch ein davon ungetrübtes Bild.
Im Oktober 2022 gestand Alterzbischof Robert Zollitsch in einem Video große Fehler und persönliche Schuld bei der Aufarbeitung von sexualisierter Gewalt und Missbrauch im Rahmen seiner Tätigkeit als Personalverantwortlicher und Erzbischof ein; er bat die Opfer und ihre Familien um Verzeihung „für das zusätzliche Leid, das Ihnen mein Verhalten bereitet hat“. Er habe versucht, Missbrauchsvorwürfe „intern“ zu behandeln anstatt die Fälle offenzulegen, da er fälschlicherweise zu sehr das Wohl der Kirche und zu wenig die Fürsorge und Anteilnahme für die Betroffenen im Blick gehabt habe. Im Umgang mit Missbrauchstätern sei er lange „zu naiv und zu arglos“ gewesen und habe den Aussagen und Versprechungen von Tätern nur allzu gerne geglaubt. Die herrschende Atmosphäre in der Bistumsleitung beschrieb er als ein „System, das im Umgang mit sexualisierter Gewalt von einer gewachsenen und einvernehmlich getragenen Kultur des Schweigens und der Verschwiegenheit nach außen, des Korpsgeistes und des Selbstschutzes“ geprägt gewesen sei. Er übernehme die „moralische Verantwortung“, doch seien seine Entscheidungen im Umgang mit Opfern und Tätern stets gemeinsam mit den „zuständigen Mitbrüdern“ (Generalvikaren, Offizialen, Weihbischöfen und Domkapitularen sowie seinem Vorgänger als Erzbischof, Oskar Saier) getroffen worden.
Der ursprünglich für Oktober 2022 zur Veröffentlichung geplante Bericht zum Missbrauch in der Erzdiözese Freiburg, verzögerte sich wegen zusätzlicher rechtlicher Absicherungen bis zum 18. April 2023. Demnach hat der frühere Erzbischof von Freiburg, Robert Zollitsch, viele Jahre lang sexualisierte Gewalt an Kindern und Jugendlichen systematisch vertuscht, ebenso sein Vorgänger Oskar Saier. Der Vorsitzende der Kommission zur Aufarbeitung sexuellen Missbrauchs in der Erzdiözese Freiburg, Magnus Striet, betonte, der Abschlussbericht sei „ein Hellfeld auf toxische Strukturen, nicht auf Einzeltäter“. Das Dunkelfeld, so Striet, sei vermutlich noch viel größer. Er nannte die Zahl von 540 betroffenen Personen und 250 beschuldigten Priestern. Bei der Pressekonferenz am 18. April 2023 wurde herausgestellt, dass die früheren Erzbischöfe Oskar Saier und Robert Zollitsch vorsätzlich und wissentlich vertuscht und gegen kirchliche Rechtssprache, kanonisches Recht verstoßen haben. Anstatt die Missbrauchs-Beschuldigten nach geltendem Recht zur Rechenschaft zu ziehen oder gar weltliche Rechtsbehörden einzuschalten, haben sie die Priester geschützt, ihre Taten verheimlicht auch gegenüber internen Stellen im erzbischöflichen Ordinariat oder im Vatikan und staatliche Organe auf Abstand gehalten. Betont wurde, dass Zollitsch offensichtlich der Ansicht war, sexuelle Verhältnisse einvernehmlicher Art mit erwachsenen Frauen seien strafverfolgungswürdiger als Missbrauch von Kindern und Jugendlichen.
Betroffene und ihre Angehörigen wurden eher eingeschüchtert, als sie in ihrem Leid und seinen psychischen Folgen zu unterstützen und zu begleiten. Dem zum Zeitpunkt der Veröffentlichung amtierenden Erzbischof von Freiburg, Stephan Burger, wurde im Abschlussbericht jedoch bescheinigt, dieses eklatante Missverhalten seiner Vorgänger erkannt und die entsprechenden Konsequenzen daraus gezogen zu haben.

### Bistum Fulda
Bis März 2010 waren im Bistum Fulda sechs Fälle bekannt. Das Bistum entschuldigte sich dafür, dass ein Täter aus Großenlüder nach Bekanntwerden seines Fehlverhaltens um 1990 zunächst nur versetzt worden war und sich dann weiterhin an Kindern verging. 1995 wurde er wegen sexuellen Missbrauchs in zehn Fällen zu zwei Jahren Haft auf Bewährung verurteilt.
Die Missbrauchsbeauftragte Anne Schmitz sprach im März 2010 von zwei Opfern an der Stiftsschule St. Johann in Amöneburg (Landkreis Marburg-Biedenkopf). Ein ehemaliger Schüler soll Mitte der 1970er-Jahre sexuell missbraucht worden sein. Weitere Übergriffe geschahen im Zeitraum 1992 bis 1996. Im Herbst 2011 stellte die Staatsanwaltschaft Marburg das Verfahren gegen zwei Lehrer wegen Verjährung ein. Eine vom Bistum Fulda als Schulträger eingerichtete Kommission zur Aufklärung der Missbrauchsvorwürfe an der Stiftsschule legte im Februar 2012 ihren Bericht vor.
Im Bistum Fulda wurden im Zeitraum 2010 bis Anfang April 2011 nach eigenen Angaben insgesamt Vorwürfe gegen acht noch lebende Priester erhoben. In vier Fällen wurden die Beschuldigten strafrechtlich belangt, in drei Fällen waren die Straftaten bereits verjährt, ein Fall wurde an die Staatsanwaltschaft Würzburg überwiesen. Sieben weitere Priester wurden beschuldigt, waren aber bereits verstorben. Die Staatsanwaltschaft Hanau hatte elf Fälle festgestellt. In keinem kam es zu einer Verurteilung. Die Staatsanwaltschaft Marburg eröffnete fünf Verfahren, von denen vier wieder eingestellt wurden. Bei der Staatsanwaltschaft Kassel waren fünf Fälle bekannt geworden. Zwei bezogen sich auf einen Priester aus dem Orden der Prämonstratenser als Täter (siehe unten) und seinen Prior als möglichen Mitwisser, ein anderer Fall endete mit einem Strafbefehl wegen Besitzes von Kinderpornographie.
Im Oktober 2024 wurde ein Ex-Pfarrer wegen sexuellen Missbrauchs zu einer Haftstrafe von vier Jahren verurteilt; der ehemalige Pfarrer hatte nach Auffassung des Gerichts zwischen September 2021 und Juli 2022 auf einer Chat-Plattform Kinder und Jugendliche kontaktiert, ihnen kinderpornografische Videos vorgespielt und sie aufgefordert, sich vor der Webcam auszuziehen und sexuelle Handlungen vorzunehmen.
Die unabhängige Kommission zur Aufarbeitung sexualisierter Gewalt im Bistum Fulda stellte ihren Bericht nach vierjähriger Arbeit am 17. Juni 2025 vor. Dermnach gab es im Bistum seit 1945 bis zum 31. Dezember 2024 mindestens 120 mutmaßlich Betroffene, es kam 239 Mal zu strafbaren sexuellen Handlungen. Dabei geht die Kommission von einer hohen Dunkelziffer aus. An 37 Betroffene wurden finanzielle Leistungen in Anerkennung des Leids geleistet.

### Bistum Görlitz
Das Bistum Görlitz gab 2010 an, keine Fälle von Missbrauch zu kennen. Nach Recherchen des Evangelischen Pressedienstes zahlte das Bistum bis Ende 2020 in einem Fall 4000 Euro; beim Bistum sei nur dieser eine Antrag auf Anerkennungsleistungen gestellt worden.

### Erzbistum Hamburg
Im Erzbistum Hamburg wurden Anfang 2010 Vorwürfe gegen zwei Tatverdächtige an die Staatsanwaltschaft weitergeleitet. Zuvor hatten sich vier ehemalige Schüler der Sankt-Ansgar-Schule als Opfer gemeldet.
Im Kinderhaus St. Josef in Bad Oldesloe soll ein Kaplan in den 1960er-Jahren zwei Jungen missbraucht haben.
Im Schullandheim Neu-Börnsen (Kreis Herzogtum Lauenburg) soll ein Priester Anfang der 1950er-Jahre eine Frau belästigt haben.

### Bistum Hildesheim
2010 bestanden im Bistum Hildesheim Vorwürfe gegen vier Geistliche. Zwei von ihnen entstammten dem Berliner Canisius-Kolleg; darüber hinaus waren ein Pfarrer im Ruhestand und ein Priester aus Wolfsburg betroffen. Zudem wurden bereits verstorbene Geistliche belastet. 2010 vermutete man insgesamt über ein Dutzend Opfer. Einer der beschuldigten Patres des Berliner Canisius-Kollegs war von 1982 bis 2003 als Seelsorger im Bistum Hildesheim tätig.
Im Juni 2011 wurde der Pfarrer der Gemeinde St. Joseph in Salzgitter festgenommen. Er gestand, in den Jahren 2004 bis 2007 in Braunschweig und Salzgitter drei damals 9 bis 15 Jahre alte Jungen missbraucht zu haben. Bereits 2006 hatte es erste Beschwerden über den Pfarrer gegeben. Ein Ermittlungsverfahren wurde nach kurzer Zeit eingestellt; das Bistum untersagte dem Priester den direkten Kontakt zu und die Beschenkung von Kindern. Neuerliche Beschwerden im Jahr 2010 führten dazu, dass das Bistum seine Anweisung erneuerte und mit Beurlaubung drohte. Im Juli 2011 gab es im Gefängnis einen tätlichen Übergriff gegen den Pfarrer. Im Januar 2012 verurteilte das Landgericht Braunschweig den Pfarrer wegen sexuellen Missbrauchs von Kindern in 36 und schweren sexuellen Missbrauchs von Kindern in 214 Fällen zu einer sechsjährigen Freiheitsstrafe. Im März 2013 wurde der Mann auf eigenen Wunsch aus dem Klerikerstand entlassen.
2015 warf ein ehemaliger Ministrant dem ehemaligen Ortsbischof Heinrich Maria Janssen († 1988) vor, Janssen (von 1957 bis 1982 Bischof von Hildesheim), habe sich von 1958 bis 1963 an ihm vergangen. Das Büro für Fragen sexuellen Missbrauchs Minderjähriger im kirchlichen Bereich der Deutschen Bischofskonferenz erkannte das Leid an und zahlte 10.000 Euro.
Am 16. Oktober 2017 veröffentlichte das Bistum einen extern erstellten Bericht zu mehreren mutmaßlichen Missbrauchsfällen.
Ein von Bischof Heiner Wilmer in Auftrag gegebenes Gutachten untersuchte Fälle sexuellem Missbrauchs im Bereich des Bistums während der Amtszeit von Bischof Heinrich Maria Janssen zwischen 1957 und 1982; es wurde am 14. September 2021 vorgestellt. Darin wurden insgesamt 71 Tatverdächtige identifiziert, darunter 45 Geistliche; in katholischen Kinderheimen habe es physische, psychische und sexualisierte Gewalt gegeben. Es gab keine weiteren belastenden Hinweise auf sexuellen Missbrauch oder sexuelle Grenzüberschreitungen gegenüber Minderjährigen, die Janssen selber von Betroffenen vorgeworfen werden, die Vorwürfe konnten aber auch nicht entkräftet werden. Die Gutachter stellten fest, dass die Täter seitens des Bistums Zuwendung und Schutz durch Vertuschung oder Versetzung erhalten hätten, während die Betroffenen keinerlei Hilfen erhielten und mit ihrem Leid alleingelassen wurden. Janssen habe vorrangig darauf geachtet, den Ruf der Kirche und die Täter zu schützen; auch staatliche Stellen hätten deutliche Nachsicht gegenüber priesterlichen Tätern gezeigt. Ein Gutachten für die Zeit unter Janssens Nachfolgern Josef Homeyer (1983–2004) und Norbert Trelle (2005–2017) steht noch aus, wurde aber von Bischof Heiner Wilmer angekündigt.

### Bistum Limburg
2010 waren im Bistum Limburg mindestens zehn erhärtete Verdachtsfälle bekannt. Die Fälle lagen größtenteils in den 1950er- bis 1970er-Jahren; mutmaßliche Täter waren kirchliche Mitarbeiter und Priester. In den 1990er-Jahren soll ein Priester im Westerwald einen Jungen missbraucht haben; wegen Verjährung stellte die Staatsanwaltschaft ein Verfahren gegen ihn ein. Die Staatsanwaltschaft Frankfurt ermittelte gegen einen ehemaligen (entlassenen) Kirchenmitarbeiter.
Bis April 2011 wollte sich das Bistum nicht detailliert zu Missbrauchsfällen äußern. Die Staatsanwaltschaft Frankfurt/Main gab von zehn Anzeigen drei ab und stellte die übrigen sieben ein. Bei der Staatsanwaltschaft Wiesbaden wurde ein Verfahren gegen einen Priester wegen Verjährung eingestellt. Bis Mitte 2011 wurden beim Bistum Limburg fünf Entschädigungsanträge wegen sexuellen Missbrauchs durch Angehörige des Bistums gestellt.
In den 1950er- und 1960er-Jahren verübten laut Presseberichten im Kinderheim Vincenzhaus Hofheim (in Hofheim) der Frankfurter Caritas ehemalige Erzieher Misshandlungen und sexuelle Übergriffe an Kindern. Drei Opfer wurden bekannt.
Der Heimleiter des Sankt Vincenzstifts Aulhausen beging im September 1970 Suizid; ein interner Ermittlungsbericht (2010) spricht von übereinstimmenden Aussagen über vollzogene oder versuchte Vergewaltigung sogar während der Beichtsituation; es gebe „keine Zweifel an den Missbrauchshandlungen“ des Heimleiters.
Nachfolger dieses Heimleiters wurde Franz Kaspar (später von 2008 bis 2013/14 Generalvikar des Bistums). 1981 betrieb er ein Strafverfahren wegen übler Nachrede gegen ein Opfer, das ein Buch veröffentlicht hatte; gegen die Verbreitung des Buches erwirkte er eine einstweilige Verfügung. Das Strafverfahren endete in einem Vergleich. Das Buch erschien im September 2012. Im April 2014 wurde bekannt, dass Kaspar die Offenlegung eines Missbrauchsfalls aus den 1960er- und 1970er-Jahren verhindert hatte, der während seiner Zeit als Heimleiter des Sankt Vincenzstifts Aulhausen geschehen war. Kaspar verbreitete am 8. April 2014 eine Erklärung; der Missbrauch tue ihm „unendlich leid“; dafür bitte er um Entschuldigung. Es sei Unrecht geschehen. Kaspar ging nicht auf Vorwürfe ein, er habe von Missbrauch gewusst und dazu geschwiegen. Im April 2014 stellte das Stift Ergebnisse einer Telefonhotline vor.
Im Juni 2022 beging der für die Priesterausbildung zuständige Bischofsvikar, Domkapitular Christof May, nach seiner Amtsfreistellung wegen der Vorwürfe sexueller Übergriffe Suizid.

### Bistum Magdeburg
Norbert Denef wurde in seiner Heimatstadt Delitzsch als Messdiener vom 10. bis zum 16. Lebensjahr (1958 bis 1964) von einem Priester und vom 16. bis zum 18. Lebensjahr von einem Organisten missbraucht. Im Jahr 2005 zahlte ihm das Bistum Magdeburg nach jahrelanger Auseinandersetzung 25.000 Euro Entschädigung. Es war die erste Entschädigungszahlung dieser Art in Deutschland.
Im Jahr 2004 wurde gegen einen Priester des Bistums erneut der Vorwurf des sexuellen Missbrauchs einer Minderjährigen erhoben, nachdem er einige Wochen zuvor hinsichtlich einer ähnlichen Anklage entlastet worden war. Diesmal hatte er den Missbrauch eines neunjährigen Opfers im Jahr 1988 eingeräumt, der strafrechtlich verjährt war.
Im Jahr 2010 gingen Vertreter des Bistums von zwei Fällen aus. Später wurde bekannt, dass in den zurückliegenden 60 Jahren im Bistum Magdeburg acht Fälle von sexueller Gewalt von Geistlichen an Kindern und Jugendlichen oder Besitz kinderpornografischer Schriften nachgewiesen wurden.
Im November 2011 wurde der Pfarrer der Pfarrei Edith Stein in Wolfen-Zörbig beurlaubt. Im April 2012 wurde er aufgrund des Besitzes kinderpornografischer Schriften angeklagt. Im April 2013 wurde er wegen des Besitzes von mehr als 4000 kinderpornografischen Fotos zu einer Bewährungsstrafe verurteilt.
Im Jahr 2018 wurden im Rahmen der MHG-Studie 18 Missbrauchsopfer von sieben Gemeindepfarrern und einem Krankenhausseelsorger im Bistum Magdeburg in den Jahren zwischen 1953 und 1991 ermittelt. Hinzu kommen drei Fälle von Kinder- und Jugendpornographie zwischen 2005 und 2017.

### Bistum Mainz
1981 schrieb ein Bewohner des Knabenkonvikts in Bensheim im Bistum Mainz einen Brief an den damaligen Bischof Hermann Volk, in dem er von Missbrauch an ihm und weiteren Mitschülern berichtete. Der Domdekan lud daraufhin die Opfer zu einem Gespräch ein, das jedoch nicht zustande kam. Der Konvent war 1981 schon geschlossen worden. Der Brief wurde 2010 wiederentdeckt. Für Berichte über Vorwürfe, die schon in den 1970er-Jahren erhoben worden waren, ließen sich keine schriftlichen Belege finden. Das Bistum rief Opfer auf, sich beim Missbrauchsbeauftragten zu melden. Daraufhin erhoben 15 ehemalige Schüler Vorwürfe von Misshandlung und Missbrauch. Sie betrafen insbesondere einen Sozialarbeiter, der von 1973 bis 1979 das Internat geleitet hatte.
1984 verurteilte das Mainzer Landgericht einen Priester, der Leiter des Mainzer Domchors war, und seinen Stellvertreter, einen Kantor, zu Haftstrafen von jeweils sieben Jahren und neun Monaten. Sie hatten im Zeitraum 1976–1982 mindestens zehn Jungen im Alter zwischen 11 und 18 Jahren sexuell missbraucht. Auch frühere Fälle sexuellen Missbrauchs wurden bekannt.
Anfang 2010 wurden Vorwürfe gegen einen Pfarrer im Altkreis Lauterbach, Dekanat Alsfeld, erhoben. Die Vorwürfe bezogen sich auf die Jahre 1991 und 1992. Die Staatsanwaltschaft stellte die Ermittlungen Ende 2010 wegen Verjährung ein. Ein Opfer berichtete anonym in einem Zeitungsartikel. Im Februar 2011 teilte der Justiziar des Bistums Mainz, Michael Ling, bei einer Gemeindeversammlung in Grebenhain mit, dass gegen den Vogelsberger Priester, der in den 1980er-Jahren eine nicht genau bekannte Zahl von Jungen missbraucht haben soll, ein kirchliches Strafverfahren eingeleitet worden sei. Laut einem Artikel des Kreis-Anzeigers waren die Taten des beschuldigten Priester systematisch geplant und fanden auch in Räumen der Gemeinde statt. Im März 2011 starb er nach jahrelanger Pflege in einem katholischen Alten- und Pflegeheim in Mainz. Weihbischof Werner Guballa schrieb in seinem Nachruf, die ermittelten Tatsachen hätten Erschütterung und Beschämung ausgelöst.
2010 wurden Vorwürfe gegen einen Priester des Bistums bekannt, der auch Mitglied des Schönstatt-Instituts in Simmern bei Koblenz war. Er wurde verdächtigt, in den 1980er- und 1990er-Jahren sexuelle Beziehungen zu weiblichen Jugendlichen und jungen Frauen unterhalten zu haben. Die Vorfälle waren bereits 2004 durch ein Opfer bekannt geworden, allerdings wurde damals nicht das Bistum verständigt. Das Schönstatt-Institut bat stattdessen lediglich um Versetzung des Mannes.
Bei der Staatsanwaltschaft Gießen war im April 2011 noch ein Verfahren gegen einen 84-jährigen Priester anhängig, der in den 1990er-Jahren ein Opfer sexuell missbraucht haben soll.
Bis Juni 2011 wurden beim Bistum Mainz 13 Anträge auf Entschädigung wegen sexuellen Missbrauchs durch Angehörige des Bistums gestellt.
Im Sommer 2015 wurde eine katholische Kindertagesstätte in Mainz geschlossen und alle Mitarbeiter, sechs Erzieherinnen und ein Erzieher, wurden fristlos entlassen. Die Mutter zweier Jungen aus der Kita hatte schriftlich und mündlich behauptet, in der Kita sei es monatelang und vielfach zu massiven sexuellen Übergriffen zwischen den Kindern mit Duldung durch die Mitarbeiter gekommen. Die Ermittlungen führten allerdings zu dem Ergebnis, dass es diese Vorfälle nie gegeben habe. Die Staatsanwaltschaft vernahm 91 Zeugen, darunter Eltern, Erzieherinnen und Kinder, dann stellte sie das Ermittlungsverfahren ein.
Die Auswertung von 950 Personalakten aus dem Zeitraum 1946 bis 2017 ergab, dass es im Bistum Mainz in den Jahren 1931 bis 2010 mindestens 169 Opfer gegeben hat sowie 53 mutmaßliche oder bestätigte Täter (51 Priester und zwei Diakone). 18 gerichtliche Strafverfahren gegen Geistliche wurden eingeleitet, außerdem seit 2001 fünf kirchenrechtliche Verfahren, ein Täter wurde aus der Kirche ausgeschlossen. Viele Missbrauchsfälle konnten wegen Verjährung nicht mehr sanktioniert werden. Von insgesamt 52 Anträgen auf Anerkennung erlittenen Leids wurden 47 bewilligt. Bischof Peter Kohlgraf äußerte bei der Vorstellung dieser Ergebnisse im Jahr 2018 Betroffenheit und Mitgefühl für die Opfer, die er um Vergebung bat. Er kündigte an, das vertrauliche Gespräch mit den Betroffenen zu suchen und sich in der Kirche für einen selbstkritischen, sensiblen Umgang mit dem Thema zu engagieren.
Laut der ersten Zwischenbilanz einer 2019 in Auftrag gegebenen Studie ist das Ausmaß sexueller Gewalt im Bistum Mainz größer als zuvor bekannt. Im Oktober 2020 nannte der mit der Studie beauftragte Rechtsanwalt Ulrich Weber die Zahl von bislang 273 Beschuldigten und 422 Betroffenen zwischen 1945 und 2019. Die abgeschlossene Missbrauchsstudie wurde am 3. März 2023 vorgestellt. Unter dem Titel „Erfahren – Verstehen – Vorsorgen“ wurden für den Untersuchungszeitraum von 1945 bis 2022 657 durch sexuelle Übergriffe Betroffene im Bistum Mainz ermittelt, 59 % von ihnen waren männlich; von den 392 Beschuldigten waren 96 Prozent männlich, 65 Prozent waren Kleriker. Den Bischöfen Albert Stohr, Kardinal Hermann Volk und Kardinal Karl Lehmann war, so die Ermittler, durchweg der Schutz der Institution Kirche wichtiger als ein angemessener Umgang mit Betroffenen sexuellen Missbrauchs. Auch noch zur Zeit Lehmanns als Bischof habe ein System eines institutionellen Selbstschutzes bestanden, das bis ans Ende seiner Amtszeit im Jahr 2017 von Empathie für Täter, Gleichgültigkeit für Opfer und dem Abstreiten von Verantwortung geprägt gewesen sei. Lehmann bagatellisierte die Übergriffe als Einzeltaten, die in der alleinigen individuellen Verantwortung der Täter lägen; eine auch nur teilweise institutionelle Verantwortung der Kirche oder der Bistumsleitung verneinte er, finanzielle Entschädigungen der Opfer aus kirchlichen Mitteln lehnte er ab. 1993 schrieb er einem beschuldigten Priester, schwerer als der Schaden, den das Opfer erlitten habe, wiege der Ansehensverlust des priesterlichen Standes und der Kirche. Erst in der Amtszeit von Bischof Peter Kohlgraf ab 2017 habe sich eine neue Dynamik ergeben und das Thema sei sehr ernst genommen worden, auch infolge der durch die von der DBK in Auftrag gegebene MHG-Missbrauchsstudie. Die Anwälte stellten jetzt eine starke Orientierung an den Leitlinien und der Interventionsordnung fest, der Umgang mit Beschuldigten wurde erstmals konsequent. Die Anwälte würdigten die Bereitschaft Kohlgrafs, zu lernen, und die Einbindung externer Kompetenzen.

### Erzbistum München und Freising

#### Fall Hullermann
Der 1947 in Gelsenkirchen geborene Peter Hullermann war von 1973 bis 1979 Kaplan im Bistum Essen. Dort soll er acht Minderjährige sexuell missbraucht haben. Nachdem sich Eltern in Essen über ihn beschwert hatten, wurde Hullermann 1980 im Erzbistum München und Freising aufgenommen. Dort kam er in psychiatrische Behandlung. Obwohl der Psychiater das seinerzeit von Joseph Ratzinger geleitete Erzbistum eindringlich davor gewarnt hatte, den Priester wieder mit Kindern arbeiten zu lassen, wurde ihm erneut Kontakt zu ihnen ermöglicht. In Grafing bei München wurde Hullermann rückfällig. 1986 verurteilte ihn das Amtsgericht Ebersberg wegen sexuellen Missbrauchs von Kindern zu 18 Monaten Freiheitsstrafe auf Bewährung und 4000 Mark Geldstrafe.
Daraufhin erfolgte erneut eine Versetzung, und zwar nach Garching an der Alz. Dort konnte er 21 Jahre lang weiter mit Kindern und Jugendlichen arbeiten. Gespräche von Eltern, die sich wegen des Küssens von Kindern besorgt zeigten, sollen von Mitgliedern des Garchinger Pfarrgemeinderats abgeblockt worden sein. Im September 2008, nachdem ein Missbrauchsopfer Hullermann in Garching aufgespürt hatte, wurde ein Ermittlungsverfahren eingeleitet. Auf Anweisung des Erzbischofs Reinhard Marx wurde im selben Jahr ein forensisch-psychiatrisches Gutachten erstellt und Hullermann in der Folge strikt untersagt, Kinder-, Jugend- und Ministrantenarbeit auszuüben. Außerdem wurde er in die Tourismusseelsorge nach Bad Tölz (Erzbistum München und Freising) versetzt. Die Dienstanweisungen wurden Hullermann jedoch nicht schriftlich mitgeteilt. In den Akten fand sich lediglich ein Personalvermerk, und so konnte er weiterhin in Vertretung Jugendgottesdienste übernehmen.
Hullermann hatte insgesamt einen sehr guten Ruf in Garching an der Alz. Über den Informationsfluss zwischen den Gemeinden und kirchlichen Stellen gibt es widersprüchliche Aussagen: Laut Aussage eines ehemaligen Vorsitzenden hatte der Pfarrgemeinderat Garching keine Information über Hullermanns Vergangenheit; laut Aussage eines ehemaligen Einwohners von Garching waren Hullermanns Neigungen kein Geheimnis (er berichtete von Schmierereien, die darauf anspielten). Das Erzbistum widersprach Darstellungen aus Bad Tölz, dort habe niemand Bescheid gewusst; vielmehr sei der Pfarrverband vor Ort über Hullermanns Neigungen informiert worden.
Aufgrund von Recherchen der Süddeutschen Zeitung suspendierte das Erzbistum München und Freising Anfang März 2010 den Priester. Der Seelsorgereferent des Bistums, Prälat Josef Obermaier, trat zurück. Gerhard Gruber (* 1928), von 1968 bis 1990 Generalvikar der Erzdiözese München und Freising, übernahm die volle Verantwortung. Hullermann wurde am 13. Juni 2022 aus dem Klerikerstand entlassen. Er unterliegt durch diesen Schritt, wie seine Opfer und Beobachter des Falls anmerken, aber keiner kirchlichen Aufsicht mehr.

##### Aufarbeitung nach Personalakten
Ein Gutachten der Anwaltskanzlei Westphal, Spilker und Wastl (2010) erwähnt etwa 365 Hinweise auf sexuellen Missbrauch aufgrund einer Durchsicht von 13.200 Personalakten im Erzbistum München und Freising von 1945 bis 2009. Insgesamt waren 159 Priester auffällig geworden, 26 Priester wurden verurteilt. Bei 17 weiteren Priestern galten Sexualdelikte als nachgewiesen. Körperliche Misshandlungen konnten in 36 Fällen nachgewiesen werden. Weiterhin wurden 15 Diakone, sechs Gemeinde-/Pastoralreferenten, mehrere Seelsorgehelfer und Jugendpfleger sowie 96 Religionslehrer im Kirchendienst auffällig. Die Anwältin Westphal ging von einer erheblichen Dunkelziffer aus, da Akten zuvor in erheblichem Umfang vernichtet wurden und Aktenbestände außerhalb des Ordinariats in Privatwohnungen lagerten, wo sie manipuliert werden konnten.
In den Akten stellte die Kanzlei einen sehr euphemistischen Sprachgebrauch bei der Beschreibung von Sexualdelikten fest. Neue Informationen zum Fall Hullermann konnte sie nicht finden. Insgesamt bescheinigte sie dem aktuellen Bischof Reinhard Marx und seinem Generalvikar Peter Beer einen „unbedingten Aufklärungswillen“; die Generalvikare der 1960er- und 1970er-Jahre dagegen hätten vor allem Skandalvermeidung bezweckt. Negativ trat insbesondere der frühere Personalreferent Friedrich Fahr hervor, der Anfang der 1980er auch Peter Hullermann nach München holte. Fahr hatte bis zu seinem Tode Aktenbestände in seiner Wohnung aufbewahrt. Westphal betonte, dass für einen korrekten Umgang mit den Missbrauchsfällen die Generalvikare wichtiger seien als die Bischöfe. Bischof Marx erklärte bei Vorstellung des Gutachtens: „Wir bitten als Kirche um Vergebung für das, was Mitarbeiter der Kirche getan haben“. Außerdem beschrieb er das Jahr 2010 als Bußjahr der Kirche. Die bekanntgewordenen Missbrauchsfälle hätten einen Schock ausgelöst: „Für mich waren es die sicher schlimmsten Monate meines Lebens. Meine Empfindungen waren Scham, Traurigkeit und Betroffenheit.“ Die Studie selbst bleibt unter strengstem Verschluss.

##### Erkenntnisse seit 2022
Im Januar 2022 wurde die Rolle Ratzingers im Fall Hullermann (im Münchner Missbrauchsgutachten: Sondergutachten „Fall X“) erneut thematisiert, nachdem Ratzinger als schon 2013 emeritierter Papst Benedikt XVI. eine falsche Aussage in der Sache einräumen und richtigstellen musste. Ein mutmaßliches Opfer, ein 38-jähriger (Stand 2022), inzwischen namentlich bekannter Mann aus Oberbayern, reichte 2022 am Landgericht Traunstein eine Klage gegen den mutmaßlichen Täter sowie Ratzinger, das Erzbistum München und Freising und den ehemaligen Erzbischof, Kardinal Friedrich Wetter, ein. Da die Taten strafrechtlich weitgehend verjährt sind, wurde eine sogenannte Feststellungsklage eingereicht, mit der möglicherweise die Schuld der Kirche festgestellt wird. Das Gericht bestätigte den Eingang der Klageschrift und räumte einen Zeitraum bis Januar 2023 für Klageerwiderungen ein.

#### Fälle bei Benediktinern
Das Erzbistum München und Freising hatte sich ab 2010 mit Missbrauchsfällen im Internat des Benediktinergymnasiums Ettal auseinanderzusetzen (siehe unten im Abschnitt Ordensgemeinschaften).

#### Engelbert Siebler
Im Juni 2020 wurde der 2018 verstorbene Münchner Weihbischof Engelbert Siebler beschuldigt, als Präfekt des Studienseminars St. Michael in Traunstein zwischen 1976 und 1985 Schüler sexuell missbraucht und körperlich misshandelt zu haben. Das Erzbistum München und Freising kündigte eine „vollumfängliche Aufarbeitung im Sinne der Betroffenen“ an.

### Bistum Münster
Im Bistum Münster wurden bis März 2010 etwa 15 „frühe Fälle“ mit etwa 50 Opfern bekannt. Aus der Zeit von 2002 bis 2010 wurden 13 tatverdächtige Priester ermittelt. Bei fünf Personen wurde der Sachverhalt erhärtet und die Akten an die Staatsanwaltschaft übergeben. Im niedersächsischen Teil des Bistums wurden außerdem sieben noch in der Prüfung befindliche Fälle aus der Zeit von 1930 bis 1980 bekannt. Im April 2010 berichtete ein Opfer, in den Jahren 1966 bis 1968 von einem Erzieher am Collegium Johanneum missbraucht worden zu sein. Auch in den Landkreisen Cloppenburg und Vechta gab es Hinweise auf Missbrauchsfälle. Die Fälle lagen in den 1950er- und 1960er-Jahren und betrafen drei bereits verstorbene Priester und einen Laien. In Münster-Hiltrup gestand ein Pater den Missbrauch an Internatsschülern des Kardinal-von-Galen-Gymnasiums.
Im Juni 2010 legte das Bistum Münster eine Zusammenfassung der bisher bekannten Missbrauchsfälle vor. Diese wurden von der 2002 gegründeten Kommission für „Fälle sexuellen Missbrauchs Minderjähriger durch Geistliche“ erarbeitet. Seit 1948 waren 66 Verdachtsfälle gemeldet worden. Insgesamt wurden 106 Missbrauchsopfer registriert. 84 Opfer waren männlich, 22 weiblich. Die meisten Opfer waren zwischen 14 und 17 Jahre alt. Von 56 beschuldigten Klerikern der Verdachtsfälle zwischen 1948 und 2001 waren 27 bereits verstorben. Zu Übergriffen kam es vor allem im Umfeld der Messdienerarbeit, bei Ferienfreizeiten und auch im Pfarrhaus. Von 1948 bis 2009 waren rund 4000 Priester im Bistum Münster eingesetzt, 60 von ihnen (1,5 %) haben sexuelle Übergriffe begangen. Der Kommissionsvorsitzende Hans Döink (1938–2022) betonte, dass bei allen Verdachtsfällen die Staatsanwaltschaft informiert werde, außer wenn die Opfer ausdrücklich keine Meldung wollen.
Vier Messdiener aus Xanten mussten sich im Dezember 2010 wegen sexuellen Missbrauchs an einem Gleichaltrigen vor Gericht verantworten. Die Übergriffe sollen im Sommerferienlager im schleswig-holsteinischen Meldorf geschehen sein.
Pfarrer Franz N. soll mindestens ein Opfer in seiner Zeit in Delmenhorst missbraucht haben. Der Missbrauch soll in den 1970er-Jahren in der Allerheiligen-Gemeinde im Stadtteil Deichhorst geschehen sein. Außerdem wurden fünf weitere Opfer aus Münster und Wilhelmshaven bekannt.
Im Dezember 2018 forderte Ortsbischof Felix Genn, die Verjährung sexuellen Missbrauchs abzuschaffen und Täter härter zu bestrafen. Hintergrund war der Fall eines Priesters in der Diözese, der mehrmals Erwachsene sexuell bedrängt hatte und rückfällig geworden war, obwohl Experteneinschätzungen das Gegenteil prognostiziert hatten.
Im Januar 2021 beendeten zwei Betroffenengruppen die Zusammenarbeit mit dem Bistum. Dieses bot den beiden Gruppen aus Münster und Rhede eine weitere Zusammenarbeit an.
In einer seit Oktober 2019 durchgeführten Studie der Westfälischen Wilhelms-Universität Münster unter Leitung der Historiker Thomas Großbölting und Klaus Große Kracht wurde sexueller Missbrauch von Minderjährigen und Schutzbefohlenen durch Priester der katholischen Kirche im Bistum Münster für die Zeit zwischen 1945 und 2020 untersucht, und zwar nicht von Juristen, sondern von Neuzeithistorikern und Anthropologen. Die Missbrauchsbeauftragte der Bundesregierung, Kerstin Claus, lobte den Perspektivwechsel, da so der Fokus auf spezifische kirchensystemische Faktoren gerichtet werde, die die Taten begünstigt und ihre Aufdeckung verhindert hätten. Die Untersuchung ergab eine Zahl von 610 Missbrauchsopfern größtenteils im Alter zwischen 10 und 14 Jahren sowie 196 beschuldigten Klerikern: 183 Priester, 12 Ordensbrüder und ein Ständiger Diakon. Es sei jedoch aus vergleichbaren Fällen von einem „Dunkelfeld“ auszugehen, das acht- bis zehnmal so groß ist. Bei 40 Prozent der Beschuldigten gebe es Hinweise auf Missbrauch von mehr als einer Person, 90 Prozent der Fälle hätten keine strafrechtlichen Konsequenzen gehabt.
Die Forscher ermittelten, dass es in den Amtszeiten der Bischöfe Michael Keller, Joseph Höffner, Heinrich Tenhumberg und Reinhard Lettmann durchweg zu „skandalvermeidendem und strafvereitelndem“ Verhalten gekommen sei, der Umgang mit Beschuldigten sei mangelhaft gewesen. In insgesamt 140 Fällen gebe es Belege, dass die Bischöfe persönlich Kenntnis der Vorgänge hatten; allerdings habe es in der Bistumsleitung eine Präferenz für mündliche Absprachen gegeben, so dass in vielen Fällen keine schriftlichen Belege für die persönliche Kenntnis des Bischofs vorlägen. Die Forscher hatten bereits 2020 in veröffentlichten Zwischenergebnissen darauf hingewiesen, dass bei früheren Bischöfen große Milde für Missbrauchstäter sowie ein „massives Leitungs- und Kontrollversagen“ festzustellen sei. In der Amtszeit des derzeitigen Bischofs Felix Genn (seit 2009) seien wichtige Schritte zur Missbrauchsaufarbeitung gemäß kirchlichen und staatlichen Vorgaben unternommen worden, jedoch habe auch Genn zu Beginn nicht immer angemessen gehandelt.
Am 24. April 2025 gab das Bistum Münster bekannt, dass gegen den Bischof von Nalgonda Vorwürfe des sexuellen Missbrauchs bestehen. Der Inder Dhaman Kumar Karanam war von 2001 bis 2012 und von 2017 bis 2024 als Priester der Weltkirche im Bistum Münster tätig. Die Vorwürfe beziehen sich auf die Jahre 2005 bis 2007, zu dieser Zeit war er Kaplan in den Gemeinden St. Gertrudis in Horstmar und St. Cosmas und Damian in Horstmar-Leer. Der münstersche Diözesanadministrator Antonius Hamers informierte die Staatsanwaltschaft Münster, das Dikasterium für die Glaubenslehre sowie Anthony Kardinal Poola als zuständigen Metropoliten des Erzbistums Hyderabad. Bis auf weiteres ist dem Bischof die Ausübung priesterlicher Dienste im Bistum Münster untersagt.

### Bistum Osnabrück
Im Bistum Osnabrück wurden im April 2010 Vorwürfe gegen einen 1943 geborenen Priester bekannt, als Kaplan 1972 oder 1973 in Bremen-Walle einen Jungen und zwischen 1976 und 1983 in Lingen-Laxten zwei Mädchen missbraucht zu haben. Der Priester war in den 1990er-Jahren Pfarrer einer Gemeinde in Schleswig-Holstein und wurde deshalb Priester des Erzbistums Hamburg, als dieses 1995 neu gebildet wurde. Ebenfalls ab 1995 war der Priester in Albanien tätig. Einen Hinweis auf einen lange zurückliegenden Missbrauch hatte das Erzbistum bereits 2004 erhalten, damals allerdings noch nicht die Staatsanwaltschaft verständigt, was 2010 als Fehler eingestanden wurde. Der Priester wurde in den Ruhestand versetzt.
Ein 1960 geborener Priester wurde im August 2010 von der Staatsanwaltschaft Osnabrück angeklagt, im Mai/Juni 1990 als Kaplan in Haren (Ems) eine 14-jährige Messdienerin vergewaltigt zu haben. Nach der Vergewaltigung soll sich eine drei Jahre dauernde „sexuelle und gewaltbetonte“ Beziehung mit dem Opfer entwickelt haben. Der Priester räumte eine sexuelle Beziehung ein, wies den Vorwurf einer Vergewaltigung jedoch zurück. Das Landgericht Osnabrück beschloss im September 2011, die Anklage nicht zur Hauptverhandlung zuzulassen. Es hieß, die Aussagen der Frau seien zu vage, um eine Gewaltanwendung des Priesters und damit eine Vergewaltigung zu belegen. Eine Verurteilung wegen sexuellen Missbrauchs von Schutzbefohlenen kam ebenfalls nicht infrage, weil eine solche Tat bereits verjährt gewesen wäre. Im Mai 2010 bezeichnete eine seinerzeit 23 Jahre alte Frau sich als weiteres Opfer des Priesters. Indes zog sie ihre Vorwürfe im September 2011 zurück. Das Bistum Osnabrück hatte den Priester, der seit 1994 Pfarrer von Spelle und führendes Mitglied der umstrittenen Christusgemeinschaft war, bereits im März 2010 suspendiert. 2013 entschied das vom Vatikan beauftragte Offizialat des Bistums Münster, dass der Priester keine Leitungsämter mehr übernehmen darf und nicht mehr in der Kinder- und Jugendseelsorge tätig werden darf. Auch entzog es ihm die Beichtvollmacht. Im Jahr 2014 wurde er verpflichtet, drei Jahre lang als Hilfskraft von Helmut Moll am Deutschen Martyrologium des 20. Jahrhunderts mitzuarbeiten.
Bis Ende November 2010 waren im Bistum Osnabrück 28 Missbrauchsfälle bekannt. Im Dezember 2018 gab das Bistum Osnabrück sexuellen Missbrauch durch den seit 1997 im Ruhestand befindlichen Priester Hermann H. aus Merzen in den 1980er- und 1990er-Jahren bekannt; diesbezügliche Ermittlungen wurden von der zuständigen Staatsanwaltschaft wegen Verjährung eingestellt.
Im Jahre 2021 beauftragte das Bistum Osnabrück die Universität Osnabrück mit einem Forschungsprojekt, das auf drei Jahre angelegt ist. Die Leitung des Projekts „Betroffene - Beschuldigte - Kirchenleitung Sexualisierte Gewalt im Bistum Osnabrück“ haben der Jurist Hans Schulte-Nölke und die Historikerin Siegrid Westphal. Ein am 20. September 2022 vorgelegter Zwischenbericht zu Missbrauch im Bistum Osnabrück seit 1945 enthält 16 anonymisierte Fallbeispiele – 15 Priester und einen Diakon –, die ausführlich analysiert werden. Insgesamt gebe es, so die Projektleitung, nach derzeitiger Aktenlage etwa 90 Beschuldigte, von denen 50 Fälle bereits bearbeitet seien. Noch über das Jahr 2000 hinaus sei im Bistum Osnabrück „teils schwerwiegend gegen die Pflichten“ zur Verhinderung weiterer Straftaten verstoßen worden, Geheimhaltung und Verhinderung von Bekanntwerden seien handlungsleitende Motive der Verantwortlichen gewesen, und zwar vor allem in der Zeit von Bischof Helmut Hermann Wittler (1957–1987) und Bischof Ludwig Averkamp (1987–1994). In den vergangenen Jahren habe es nur noch wenige Verstöße gegen Aufsichts- und Interventionspflichten des Bistums gegeben. Bei Bischof Franz-Josef Bode (seit 1995) seien Pflichtverletzungen „im niedrigen einstelligen Bereich“ festgestellt worden, die „fahrlässig, aber nicht vorsätzlich“ gewesen seien. Allerdings seien in der Praxis nicht alle Möglichkeiten ausgeschöpft worden, Betroffenen Hilfen zukommen zu lassen. Bischof Bode reichte daraufhin seinen Rücktritt ein, den Papst Franziskus am 25. März 2023 annahm. Bode erklärte dazu: „Insbesondere im Umgang mit Fällen sexualisierter Gewalt durch Kleriker habe auch ich selbst lange Zeit eher die Täter und die Institution als die Betroffenen im Blick gehabt.“ Es war der erste Rücktritt eines römisch-katholischen Bischofs im Zusammenhang mit Missbrauchsskandalen in Deutschland.
Die Forscher stellten ihre Studie am 2. Oktober 2024 vor. Von 1945 bis zur Gegenwart ermittelten sie 122 Priester und Diakone, denen Gewalt an 349 Betroffenen vorgeworfen wird. Konkrete Hinweise gebe es darüber hinaus auf mindestens 60 weitere Betroffene, sodass   von einer Mindestzahl von gut 400 Betroffenen auszugehen sei. Die Forscher wiesen zudem auf ein wesentlich größeres Dunkelfeld hin. Die vorgeworfenen Taten umfassten das gesamte Spektrum sexualisierter Gewalt – von Distanzverletzungen bis hin zu schweren Sexualstraftaten. Der Anteil der Beschuldigten an allen Klerikern des Bistums liege bei rund vier Prozent, ähnlich wie in anderen Bistümern.

### Erzbistum Paderborn
Am 15. Februar 2010 wurden auch im Erzbistum Paderborn mehrere Missbrauchsfälle bekannt. Ein betroffener Priester und Internatsleiter hatte im Juli 2002 mit dem damaligen Paderborner Erzbischof Johannes Joachim Degenhardt über einen Vorfall aus dem Spätherbst 1980 gesprochen und wurde daraufhin kurzfristig entpflichtet. Die Öffentlichkeit wurde damals nicht informiert und der Priester auch nicht angezeigt, was das Bistum mit dem Wunsch des damaligen Opfers begründete.
Ein gegen diesen Priester eingeleitetes Ermittlungsverfahren in einem weiteren Fall wurde Anfang April 2010 wegen Verjährung eingestellt.
Ende der 1970er-Jahre soll sich der damalige Leiter des Collegium Aloysianum in Werl an zwei ehemaligen Schülern vergangen haben.
Nach einer Erklärung des Erzbistums Paderborn bestanden im März 2011 Vorwürfe gegen 40 Priester. 56 Missbrauchsopfer hatten sich gemeldet. 65 % der Hinweise bezogen sich auf den Zeitraum 1960 bis 1980. 22 der beschuldigten Priester waren bereits verstorben. Fünf Beschuldigte waren Ordenspriester. Zwei Priester konnten nicht ermittelt werden. Fünf Fälle waren an die Staatsanwaltschaft übermittelt worden, die jedoch alle Verfahren einstellte.
Im Dezember 2021 veröffentlichte die Universität Paderborn das Zwischenergebnis einer Studie zu Fällen des sexuellen Missbrauchs durch Priester im Erzbistum Paderborn, die im Auftrag des Erzbistums Paderborn seit 2020 erarbeitet wird und auf vier Jahre angelegt ist. Darin wurde Erzbischof Degenhardt – wie auch seinem Amtsvorgänger Lorenz Jäger – gravierendes Fehlverhalten im Umgang mit Missbrauchstätern unter den Geistlichen attestiert. Beschuldigte seien geschützt worden, während Betroffenen gegenüber keine Fürsorge gezeigt worden sei. Verdächtigte oder überführte Kleriker seien immer wieder versetzt worden, und man habe in der Bistumsleitung „in Kauf genommen, dass sich Dinge wiederholen“. Auf Bewährung verurteilte Täter seien in einigen Fällen entgegen den Vereinbarungen mit Staatsanwaltschaften doch wieder in Gemeinden eingesetzt worden.

### Bistum Passau
Laut Süddeutscher Zeitung soll es im Bistum Passau mindestens 40 Fälle des sexuellen Missbrauchs geben (Stand Oktober 2010).

### Bistum Regensburg

#### Fall Franz K.
1992 wurden in Nittenau sexuelle Übergriffe des Priesters Franz K. bekannt und dem Regensburger Ordinariat gemeldet. Daraufhin versetzte das Bistum Regensburg ihn zunächst nach Landshut, wo wiederum Vorwürfe gegen ihn laut wurden, und 1993 nach Georgenberg. Der für diese Versetzungen verantwortliche Generalvikar Wilhelm Gegenfurtner bat im August 2002 die Opfer um Vergebung und forderte rückhaltlose Aufklärung und entschiedenes Einschreiten gegen Missstände. Eltern betroffener Knaben hingegen protestierten anlässlich des Strafprozesses Anfang 2003 gegen das „Totschweigen“ und die „Verhöhnung der Opfer“ durch das Ordinariat. Franz K. gestand 45 Fälle von sexuellem Missbrauch und die Veruntreuung von 76.000 Euro aus Kirchengeldern. Das Landgericht Weiden in der Oberpfalz verurteilte ihn wegen sexuellen Missbrauchs von Schutzbefohlenen und Untreue zu drei Jahren Gefängnis, zudem wurden ihm seelsorgerische Tätigkeiten in Verbindung mit Kindern und Jugendlichen lebenslang verboten.

#### Fall Peter Kramer
Im Jahr 1999 missbrauchte der Pfarrer Peter Kramer in Viechtach im Bistum Regensburg zwei Brüder im Alter von 9 und 12 Jahren. Die 11-jährige Schwester beobachtete das Geschehen und erzählte es später den Eltern, die sich an die Diözese wandten. Das Bischöfliche Ordinariat Regensburg vereinbarte mit den Eltern, dass der Täter Schadensersatz und 6500 Mark Schmerzensgeld zahlen werde und dass gemäß dem Wunsch der Eltern im Blick auf das Kindeswohl Stillschweigen gewahrt werden soll.
Die Mitarbeiterin einer Klinik, in der der Vater des missbrauchten Jungen wegen des Missbrauchs psychisch behandelt werden musste, zeigte die Tat an. Im Jahr 2000 wurde Kramer zu einem Jahr Haft auf Bewährung verurteilt, verbunden mit der Auflage, bis 2003 Kontakte mit Kindern zu meiden. Daraufhin betreute er in Riekofen zunächst als Seelsorger Senioren, machte aber bald wieder Jugendarbeit. Nach drei Jahren Therapie erstellte sein Therapeut ein Gutachten, laut dem er nicht pädophil sei und wieder als Pfarrer arbeiten könne. Mit dem Ablauf der Bewährungsfrist hob auch das Amtsgericht Regensburg alle Einschränkungen für einen seelsorglichen Einsatz auf. Kramer wurde jedoch in Riekofen rückfällig, mehr als drei Jahre lang missbrauchte er einen Ministranten. 2007 wurde er verhaftet und 2008 vom Landgericht Regensburg zu drei Jahren Haft mit Unterbringung in der Psychiatrie verurteilt. Ein Gutachter hatte im Gegensatz zu dem vorigen Gutachten attestiert, Peter K. sei homosexuell, pädophil, schwer gestört und für die Allgemeinheit hoch gefährlich.
Die Leitlinien der Deutschen Bischofskonferenz zum Vorgehen bei sexuellem Missbrauch sahen vor: „Nach Verbüßung seiner Strafe werden dem Täter keine Aufgaben mehr übertragen, die ihn in Verbindung mit Kindern und Jugendlichen bringen.“ Bischof Gerhard Ludwig Müller bestritt die Anwendbarkeit dieser Regelung, da der Priester nach dem Gutachten ja nicht als pädophil gegolten habe.
Der Vorsitzende Richter kritisierte in der Urteilsbegründung die Bistumsleitung dafür, dass sie einen wegen Missbrauchs vorbestraften Pfarrer wieder in eine Gemeinde geschickt habe. Bischof Müller kritisierte umgekehrt die Richter, sie hätten das Bistum vor dem vorbestraften Pädophilen warnen müssen, anstatt einfach die Bewährungsfrist für beendet zu erklären. Generalvikar Michael Fuchs verwies auf das Gutachten des Therapeuten, das Unbedenklichkeit bescheinigt hatte, und darauf, dass Müller erst im November 2002 Bischof geworden war, nach dem ersten Urteil und kurz vor dem Ende der Bewährungszeit. Die „beispiellose“ Diffamierungskampagne gegen den Bischof in den Medien sei von Desinformation und Faktenresistenz gekennzeichnet.
Das Bistum Regensburg klagte beim Landgericht Hamburg erfolgreich gegen die Behauptung des Spiegel, bei dem ersten Fall in Viechtach sei ein „Schweigegeld“ gezahlt worden. Das Gericht urteilte, die vertrauliche Behandlung sei damals von den Eltern des Opfers nachweislich gewünscht worden; das Bistum selbst hatte erklärt, keine Bedenken gegen eine ordentliche strafrechtliche Verfolgung des Täters zu haben. Eine ähnliche Unterlassungserklärung gegen Stefan Aigner, Betreiber der Onlinezeitung regensburg-digital, hob das Oberlandesgericht Hamburg im Oktober 2011 auf und erklärte, der Begriff „Schweigegeld“ sei eine zulässige Meinungsäußerung.

#### Regensburger Domspatzen
Im Zuge der Berichterstattung über sexuellen Missbrauch bei den Regensburger Domspatzen thematisierte das Ordinariat im März 2010 vor allem Strafprozesse gegen zwei verstorbene Geistliche am Musikgymnasium der Regensburger Domspatzen, die wegen fortgesetzten Missbrauchs von Abhängigen zu Freiheitsstrafen verurteilt wurden: 1959 wurde der Religionslehrer und Präfekt Friedrich Zeitler verurteilt, 1971 der Internatsleiter Georg Friedrich Zimmermann. Betroffen waren auch Knaben an der Grundschule der Regensburger Domspatzen in Etterzhausen (später Pielenhofen), ebenfalls eine Internatsschule. Der spätere Pfarrer von Dietenhofen-Großhabersdorf, Sturmius W., war von April 1970 bis Februar 1972 als Hilfskraft und als Präfekt im Internat tätig und missbrauchte mindestens einen Schüler; fünf weitere Schüler sollen sich gemeldet haben.
Im März 2010 wurde öffentlich bekannt, dass es mindestens bis 1992 sexuellen Missbrauch gegeben haben soll, und im März 2013, dass die Fälle bis in die 1940er-Jahre zurückreichen. Die Betroffenen kämpften um ihre Anerkennung. Im Juli 2017 waren 67 Opfer sexuellen Missbrauchs und 9 hierfür Verantwortliche bekannt, 547 Domspatzen waren insgesamt von Gewalttaten betroffen und 49 Personen galten mit hoher Plausibilität als Täter. Sonderermittler Ulrich Weber ging von einer Dunkelziffer von etwa 700 Domspatzen als Opfer von Straftaten aus. Die Vorschulen der Institution seien von Opfern als „Hölle“, „Gefängnis“ oder „Konzentrationslager“ bezeichnet worden.
2018 erhoben ehemalige Domspatzen nach einem Bericht des Politmagazins Report Mainz Vorwürfe, von älteren Mitschülern sexuell missbraucht worden zu sein. Das Bistum Regensburg bot möglichen Opfern Gelegenheit, sich zu melden, kritisierte aber auch den Fernsehbericht, da die Vorwürfe nicht neu seien.

#### Bericht 2011
Nach einem Mitte März 2011 von Generalvikar Michael Fuchs vorgestellten Bericht wurden im Bistum Regensburg seit 1945 insgesamt zehn Geistliche wegen sexueller Straftaten an 78 Opfern verurteilt. Ein Täter habe sich an allein 36 Opfern vergangen, ein weiterer an 12. Für diese Untersuchung wurden 2300 Personalakten von Geistlichen, Diakonen, Pastoralreferenten und Religionslehrern der vergangenen 65 Jahre gesichtet. In Regensburg wurden nur verurteilte Straftäter in die Statistik aufgenommen, anders als zum Beispiel in der Diözese München und Freising, wo auch nicht gerichtskundige Fälle auffällig gewordener Personen bilanziert wurden. Der Hobby-Historiker Robert Werner schrieb auf „regensburg-digital“, Generalvikar Fuchs habe das tatsächliche Ausmaß der Vorfälle systematisch verschleiert, da sein Bericht auf Aktenvernichtung in außergewöhnlich großem Umfang und tendenziöser Auswahl basiere.

### Bistum Rottenburg-Stuttgart
Im März 2010 standen im Bistum Rottenburg-Stuttgart 14 Priester unter Verdacht: sieben Priester der Diözese, von denen drei noch lebten, und sieben Ordenspriester. Im März 2011 meldete das Bistum 43 Tatverdächtige. Es lagen Anzeigen von 68 Männern und 26 Frauen in insgesamt 94 Fällen von sexuellem Missbrauch vor. Die Fälle reichten zurück bis 1945.
Die Aufarbeitung wurde dadurch behindert, dass der Diözesanpriesterrat 1984 im Einklang mit dem damaligen Bischof Georg Moser vereinbart hatte, künftig dürften in den Personalakten keine Verfahrensunterlagen mehr abgeheftet werden. So waren zahlreiche auffällig gewordene Priester nach abgeschlossenem Verfahren wieder zu einer „sauberen“ Akte gekommen.
Berichtet wurde von einem Priester aus Sulz, gegen den 2005 straf- und kirchenrechtlich verjährte Vorwürfe bekannt geworden waren. Der Priester wurde damals verwarnt und 2010 suspendiert, nachdem weitere Vorwürfe bekannt wurden.
2010 schlug die von Bischof Gebhard Fürst angeordnete Suspendierung eines seit Jahren verdächtigten Priesters heftige Wellen in Munderkingen, Neuravensburg und Achberg. Bereits Anfang der 1990er-Jahre wurde eine Akte über ihn im Bistum angelegt. Als 2010 ein Unternehmer vom Bodensee den Priester belastete, übergab das Bistum den Fall der Staatsanwaltschaft Tübingen. Dennoch wurden schwere Vorwürfe gegen das Bistum erhoben, da der Priester bereits in der Vergangenheit Thema eines „Krisengesprächs“ im Bistum gewesen war. Damals musste er sich einer Kur unterziehen und kehrte nach fünf Monaten, trotz anders lautender Zusagen, in seine alte Gemeinde zurück. Ein gegen ihn ausgesprochenes Verbot für Tätigkeiten in der Kinder- und Jugendarbeit wurde den betroffenen Gemeinden nicht mitgeteilt und konnte daher von ihm unterlaufen werden.
Im April 2010 sah die diözesane Kommission für sexuellen Missbrauch Hinweise auf sexuelle Übergriffe durch Stefan Kruschina durchweg als glaubwürdig an. Stefan Kruschina war von 1953 bis 1965 Pfarrer in Wurmlingen bei Rottenburg, danach leitete er die Philosophisch-theologische Hochschule in Königstein. Kruschina galt zuvor als verdienstvoller Pfarrer, der sich um den Aufbau der Wurmlinger Kapelle und die Vertriebenenseelsorge gekümmert hatte. Dies führte „zu einer tiefgehenden Spaltung innerhalb der Kirchengemeinde, bis hin zu massiven Beleidigungen“. Bischof Gebhard Fürst traf sich persönlich mit den Opfern Kruschinas, die den Fall bekannt gemacht hatten.
2011 richteten sich Im Fall des Kinderheims der Vinzentinerinnen im oberschwäbischen Oggelsbeuren die Vorwürfe nicht gegen die Vinzentinerinnen, die das Heim bis 1992 lediglich mitführten, sondern gegen einen Pfarrer, der im Auftrag des eigentlichen Trägers, der „Stiftung Piuspflege“, dort seelsorgerisch tätig war, wegen Demenz jedoch nicht mehr belangt werden konnte.
Im Oktober 2022 stellte Bischof Fürst einen leitenden Pfarrer im Dekanat Ostalb vom Dienst frei, dem Ministranten im Alter von 14 bis 18 Jahren in einem Brief an die Diözese Übergriffigkeit und Grenzverletzungen (Umarmungen, Berührungen und ungewollte Kontaktaufnahmen über Messenger-Dienste) vorgeworfen hatten. Das Bistum teilte mit, es werde alles tun, um die Vorwürfe gründlich aufzuklären.
Im April 2023 wurde bekannt, dass ein Oberministrant der katholischen Kirchengemeinde Heilbronn-Sontheim in den 1980er-Jahren andere Ministranten sexuell missbraucht hatte und dass das Bistum Rottenburg-Stuttgart dies 2016 in zwei Missbrauchsfällen anerkannt hatte. Dennoch wurde noch 2016 das Entwicklungshilfeprojekt des nach Kenia ausgewanderten Mannes auf der Seite des Dekanats Heilbronn-Neckarsulm beworben und bis 2021 auch ein Förderverein namens Karunga. Das Sternsinger-Kindermissionswerk behauptete, im Dezember 2022 das BKA informiert zu haben. Der Mann wurde im Februar 2023 wegen mutmaßlichen Kindesmissbrauchs in Kenia festgenommen.
Das Bistum gibt jährlich einen Jahresbericht „Aufklärung, Aufarbeitung, Anerkennung des Leides und Prävention von sexuellem Missbrauch in der Diözese Rottenburg-Stuttgart“ heraus. Aus dem am 28. Oktober 2024 veröffentlichten Bericht geht hervor, dass für den Zeitraum von 1946 bis Ende September 2024 241 Beschuldigte und 454 Betroffene bekannt wurden. In der Diözese leben noch zehn Priester, die zu Tätern geworden sind, mit einem Durchschnittsalter von knapp 63 Jahren. Sieben der Täter seien mit Auflagen versehen, im Ruhestand oder von jeder pastoralen Tätigkeit suspendiert. Die begangenen Taten dreier Personen erlaubten es, dass sie in einer nicht-leitenden Stelle in einem pastoralen Dienst tätig sind, und zwar in einem Rahmen, der in Anbetracht der begangenen Taten möglich sei. Die Zahl der Anträge auf Anerkennung des Leids stieg 2023 um 17 auf insgesamt 203 an; das Bistum zahlte seit Einführung des Verfahrens 2.860.500 Euro an Geschädigte.

### Bistum Speyer
Im Bistum Speyer soll ein Gemeindepfarrer einen Jungen in den 1960er-Jahren sexuell missbraucht haben.
Im April 2010 wurde der Fall einer 40-jährigen Patientin mit Hirnschädigungen bekannt, die in einer Einrichtung der Caritas in Limburgerhof offenbar vergewaltigt worden war und im fünften Monat schwanger war.
Bis Ende Juni 2011 wurden beim Bistum Speyer 12 Anträge wegen sexuellen Missbrauchs durch Angehörige des Bistums gestellt.
Mehrere Kinder im Kinderheim Engelsgasse Speyer der Schwestern vom Göttlichen Erlöser in Speyer sollen in den 1960er- und 1970er-Jahren Opfer von vielfachem schwereren sexuellen Missbrauch durch Politiker, anderer bekannten Personen der Öffentlichkeit sowie Geistliche geworden sein. Die Ordensgemeinschaft kündigte im Dezember 2020 die Einrichtung einer unabhängigen Aufarbeitungskommission an. Ein Dokument, das die angebliche Zuhälterei im Kinderheim belegen sollte, erwies sich, gemäß einer gutachterlichen Stellungnahme des Mannheimer Schrift- und Urkundenlabors (MSU), als mit „an Sicherheit grenzender Wahrscheinlichkeit“ gefälscht. Die Aussage eines der Opfer, verschiedene Kinder seien durch Ordensschwestern bewusst dem Generalvikar Rudolf Motzenbäcker sowie externen Besuchern zum sexuellen Missbrauch zugeführt worden, wurde von diesem geändert.

### Bistum Trier
Für das Bistum Trier wurden 2010 gegen 20 Priester Vorwürfe sexuellen Missbrauchs erhoben. Sechs weitere Fälle waren dem Bistum bereits vorher bekannt und geahndet worden. Die neuen Fälle waren bekannt geworden, weil sich 35 Opfer an den Trierer Bischof Stephan Ackermann gewandt hatten. Bis Januar 2011 erhöhte sich die Zahl der Beschuldigten auf 34 Priester und einen Laienmitarbeiter. Bei der Staatsanwaltschaft waren neun Anzeigen eingegangen, von denen noch eine gegen einen Obermessdiener aus der Eifel verfolgt wurde. 40 Opfer seit 1950 waren im Februar 2011 bekannt.
Der Priester und Theologe Paul-Gerhard Müller war von 1979 bis 1989 Direktor des Katholischen Bibelwerks in Stuttgart und wurde anschließend ins Bistum Trier versetzt. Im Februar 2010 beschuldigte ihn sein Neffe Benedikt Maria Trappen in einem Brief an das Sekretariat der Deutschen Bischofskonferenz, ihn im Jahr 1976 missbraucht zu haben. Trappen schrieb weitere Briefe an den Vorsitzenden der Bischofskonferenz, Erzbischof Robert Zollitsch, und an das Bistum Trier. Außerdem beklagten sich zwei weitere Missbrauchsopfer über Müller. Ein weiterer Betroffener hatte schon 2007 Missbrauch im Jahr 1965 gemeldet. Das Bistum schaltete die Staatsanwaltschaft ein, jedoch waren alle Taten strafrechtlich längst verjährt. Der Missbrauch betraf fünf minderjährige Jungen, in zwei Fällen über einen längeren Zeitraum, und reichte bis ins Jahr 1980. Im Jahr 2012 wurde Müller aus dem Priesterstand entlassen. Es war der erste kirchenrechtlich abgeschlossene Fall im Bistum Trier.
Die Staatsanwaltschaft Koblenz stellte 2010 ein Verfahren gegen einen katholischen Priester und ehemaligen Religionslehrer wegen Verjährung ein. Er gab zu, im Zeitraum von 1985 bis 1987 drei Schüler missbraucht zu haben.
Im Februar 2010 wurde Bischof Stephan Ackermann der Missbrauchsbeauftragte der Deutschen Bischofskonferenz. Er sprach mehrmals persönlich mit Missbrauchsopfern in seinem Bistum. Nach einem ersten Treffen im Jahr 2010 fand im April 2011 ein zweites Gespräch statt, an dem von den 44 bis dahin im Bistum bekannten Missbrauchsopfern knapp die Hälfte teilnahmen. Andere Opfer blieben aus Protest fern und demonstrierten gegen die ihrer Meinung nach unzureichende Aufklärungsarbeit des Bistums.
Das Landgericht Trier verurteilte im Mai 2011 einen 26-jährigen Obermessdiener aus der Verbandsgemeinde Gerolstein zu drei Jahren Gefängnis. Er wurde des schweren sexuellen Missbrauchs von Kindern, des sexuellen Missbrauchs von Kindern in zwei Fällen und des sexuellen Missbrauchs von Jugendlichen in elf Fällen schuldig gesprochen. Er hatte unter anderem jüngere Messdiener in der Sakristei der Kirche missbraucht und diese dafür bezahlt. Der Obermessdiener war selbst zuvor von einem Vikar der Kirche missbraucht worden. Der Vikar, zuletzt in der Gemeinde Dierdorf im Dekanat Rhein-Wied (Landkreis Neuwied) tätig, wurde auf eigenen Antrag aus dem Klerikerstand entlassen. Ein staatliches Ermittlungsverfahren gegen ihn wurde wegen Verjährung eingestellt.
Bis Ende Juni 2011 wurden beim Bistum Trier 26 Anträge wegen sexuellen Missbrauchs durch Angehörige des Bistums gestellt. In elf Fällen war die Entschädigung bereits gezahlt worden.
Im Dezember 2011 wurden Vorwürfe gegen zwei Priester des Bistums Trier bekannt. Betroffen waren ein Ruhestandsgeistlicher aus Saarbrücken und ein Pfarrer aus Lebach-Gresaubach und Schmelz-Limbach. Der Ruhestandsgeistliche hatte zugegeben, in den 1980er-Jahren sexuelle Kontakte zu zwei Messdienerinnen gehabt zu haben. Dem zweiten beschuldigten Priester wurde unter anderem vorgeworfen, Anfang der 1970er-Jahre einen Messdiener sexuell missbraucht zu haben. Er räumte die Tat ebenfalls ein. Zu der Zeit war der Beschuldigte als Kaplan in der Trierer Pfarrei Herz Jesu tätig. Gegen beide wurde eine kirchliche Voruntersuchung eingeleitet und außerdem die Staatsanwaltschaft informiert. Beide Priester wurden im Frühjahr 2013 aus dem Klerikerstand entlassen.
Bischof Stephan Ackermann wurde vor allem wegen des Ruhestandsgeistlichen aus Saarbrücken für den Umgang mit Missbrauchstätern in seinem Bistum kritisiert. So war das Bistum bereits Anfang 2011 über die auch bei der Polizei gegen den Geistlichen vorliegenden Anschuldigungen unterrichtet worden, eine Reaktion erfolgte erst im Spätherbst 2011. Bischof Ackermann räumte daraufhin in einem offenen Brief Fehler ein. Er sah die römisch-katholische Kirche weiterhin in einem „Lernprozess“. Dazu wünsche er sich auch kritische Anregungen. Er lud alle haupt- und ehrenamtlichen Mitarbeiter des Bistums zu einem Austausch ins Generalvikariat ein.
Im März 2012 berichtete der Spiegel, dass Ackermann in seinem Bistum mindestens sieben pädophile und zum Teil vorbestrafte Priester als Seelsorger beschäftige, was von Kirchenmitarbeitern und Opfern als unhaltbar kritisiert wurde. Das Bistum Trier widersprach dieser Darstellung und gab an, dass das Handeln von Bischof Ackermann in voller Übereinstimmung mit den Leitlinien erfolge. Diese sehen vor, dass ein verurteilter Täter, wenn er im kirchlichen Dienst verbleibt, nicht mehr in der Arbeit mit Kindern und Jugendlichen eingesetzt werden kann. Stattdessen wird ein forensisches Gutachten eingeholt, das klärt, inwieweit ein verurteilter Täter gefahrlos in einem eingeschränkten Dienst unter Auflagen in anderen Bereichen tätig bleiben kann. Etwaige Dienstvorgesetzte werden über die jeweilige Person und die gegen sie erlassenen Auflagen vollumfänglich informiert. In einem Fall, über den der Trierische Volksfreund ausführlicher berichtete, sei dies auch so geschehen. Dabei ging es um einen Priester, der Mitte der 1990er-Jahre wegen sexuellen Missbrauchs von 15 Mädchen vom Landgericht Trier zu einer zweijährigen Bewährungsstrafe verurteilt wurde. Er wurde nach dem Urteil in der Krankenhaus- und Seniorenseelsorge sowie seit 2010 aushilfsweise auch in der Pfarrseelsorge eingesetzt. Das Bistum Trier gab an, die Lösung eines eingeschränkten Dienstes werde von Fachleuten vor allem unter präventiven Gesichtspunkten gegenüber einer Totalentlassung in der Regel bevorzugt, dies sei aber abhängig von der Schwere der Tat. Bischof Ackermann bekräftigte diese Position in einem Interview. Er räumte zugleich ein, dass die Kirche sich der darüber hinausgehenden Frage der Glaubwürdigkeit stellen müsse: Kann ein Priester, der Missbrauchstäter geworden ist, noch glaubwürdig in der Seelsorge tätig sein, auch nur in beschränkten Bereichen?
Der Missbrauchsbeauftragte der Bundesregierung, Johannes-Wilhelm Rörig, äußerte, ein Täter dürfe unter keinen Umständen wieder Zugang zu Kindern oder Jugendlichen bekommen, auch nicht über den Umweg der Seelsorge.
Am 29. März 2012 bestätigte das Bistum, dass ein bereits 1995 wegen sexueller Übergriffe gegen Mädchen vorbestrafter Priester zweieinhalb Wochen zuvor einen Gottesdienst gehalten hatte, in dem sich auch die diesjährigen Kommunionkinder vorstellten. Stephan Kronenburg, Sprecher des Bistums Trier, erklärte in einer Stellungnahme, dass man gemäß den Leitlinien verfahre, die in Absprache mit Sachverständigen und Opferschutzverbänden ein Verbleiben auffällig gewordener Priester im Sinne eines kontrollierten Dienstes mit Auflagen ermöglichen. Gefahren für Kinder und Jugendliche sollen dabei definitiv ausgeschlossen werden. Im vorliegenden Fall sah Kronenburg keine Gefährdung der Kinder, da alle Handlungen in der Öffentlichkeit stattfanden. Er hatte allerdings auch Verständnis für besorgte Eltern und verwies darauf, dass Fälle wie dieser und die vorgebrachte Kritik in die im nächsten Jahr anstehende Evaluierung der Leitlinien einfließen würden. Wie Bischof Ackermann sagte er, man stehe weiterhin vor der Frage: Kann jemand, der Missbrauchstäter war, wirklich noch glaubwürdig als Priester arbeiten?
Im Mai 2018 räumte Bischof Ackermann ein, mit Hinweisen auf einen missbrauchsverdächtigen Priester in Freisen Fehler gemacht zu haben. Er bedauerte, nicht schneller und klarer reagiert zu haben. Dem Priester war die Amtsausübung mittlerweile untersagt worden.
Im Zuge der Untersuchungen zur zu Vertuschungs- und Missbrauchsvorwürfen gegen den früheren Geschäftsführer des katholischen Lateinamerika-Hilfswerks Adveniat und späteren Bischof in Ecuador, Emil Stehle, ergaben sich im August 2022 in den geprüften Unterlagen der für die Auslandseinsätze von deutschen Priestern zuständigen Koordinationsstelle Fidei Donum, die auch von Stehle geleitet wurde, dass sich ein Priester aus dem Bistum Trier 1959 durch Flucht nach Paraguay einem Strafverfahren wegen sexuellen Missbrauchs von sieben Oberklassenschülern in Deutschland entzogen habe; in Paraguay wurde er unter anderem Generalvikar. Wie das Bistum Trier mitteilte, bestünden „deutliche Anhaltspunkte“ dafür, dass der damalige Trierer Generalvikar Peter Weins Ermittlungen und ein Gerichtsverfahren habe verhindern wollen. Weins habe Stehle informiert, und dieser habe den Mann in Lateinamerika unterstützt. Inwieweit der damalige Trierer Bischof Matthias Wehr informiert war, lasse sich nicht sicher sagen.
Am 16. Dezember 2022 wurde eine Missbrauchsstudie der Universität Trier veröffentlicht, welche die Unabhängige Aufarbeitungskommission des Bistums in Auftrag gegeben hatte. In dieser wird dem früheren Trierer Bischof Bernhard Stein klares Fehlverhalten attestiert: Beschuldigte Priester wurden demnach von ihm nachsichtig behandelt, und gegen sie wurden keine kirchenrechtlichen Strafen verhängt, sondern die Täter wurden nur versetzt. Eine Kooperation mit der Staatsanwaltschaft fand nicht statt. Bekannt sind mindestens 305 Betroffene, von denen 200 während der Amtszeit von Bischof Stein missbraucht wurden.
Der Fall von Edmund Dillinger kam im April 2023 in die Öffentlichkeit. In der Wohnung des Verstorbenen waren seine Tagebuch- und Fotodokumentationen von etwa 700 seiner Missbrauchsfälle gefunden worden. Laut Gerhard Robbers, dem Vorsitzenden der Unabhängigen Aufarbeitungskommission im Bistum Trier, gab es „vage Hinweise“, dass es einen Kinderschänderring gegeben haben könnte. Nach Angaben des Bistums hat Dillinger möglicherweise in Afrika unter falschem Namen ein Doppelleben geführt.
Durch Ermittlungen, die die ehemaligen Staatsanwälte Ingo Hromada und Jürgen Brauer im Auftrag einer unabhängigen Kommission mit Hilfe von Ermittlungsakten von Staatsanwaltschaften vornahmen, wurde bekannt, dass  Dillinger 1964 zum ersten Mal beim Bistum Trier aktenkundig  wurde, nachdem er zwei Jungen am Oberschenkel berührt haben soll. 1970 soll er sich dann bei einer Romreise an einem 15-Jährigen vergangen haben. 1972 soll er einen weiteren jungen Mann in offensichtlich sexualisierter Pose fotografiert und das Foto an eine Agentur verkauft haben. Gegen den Willen des Opfers wurde das Bild schließlich in einer Erotik-Zeitschrift für Homosexuelle abgedruckt. In den aktenkundigen Fällen habe das Bistum Trier nicht angemessen reagiert, die Taten seien sogar vertuscht worden, so der Bericht der Ermittler. Es wurde kein Kontakt zu den Opfern gesucht und keine Aufklärung betrieben. Dillingers Strafe, darunter zwei Wochen Kloster und die Versetzung ins Erzbistum Köln, sei nicht angemessen gewesen. Dillinger sei nach den ersten Vorwürfen zudem nicht ausreichend kontrolliert worden, obwohl eine Wiederholungsgefahr bestand. Hromada und Brauer kritisieren auch die „bedenkliche“ Aktenführung des Bistums. Sie stellten aber auch schwerwiegende Versäumnisse bei der Staatsanwaltschaft Saarbrücken fest. Die Behörde hatte im Juli 2023 große Teile der im Wohnhaus von Dillinger gefundenen Beweismittel, darunter akribisch geführte Kalender und Notizbücher aus mehreren Jahrzehnten, voreilig verbrennen lassen. Und das, obwohl Hromada und Brauer noch Tage zuvor ein Gesuch auf Akteneinsicht gestellt hatten. Der Antrag sei von der Staatsanwaltschaft aber „bewusst übergangen“ und die Aufarbeitung „in weiten Teilen“ vereitelt worden, so das Fazit der Ermittler.

### Bistum Würzburg
Im Bistum Würzburg wurden 2010 zwei Priester beurlaubt. Einer war ein Minorit, der in den 1970er-Jahren in einem Internat in Bonn Kinder unsittlich berührt haben soll. Weitere mögliche Missbrauchsfälle waren in der Prüfung. Den Minoriten hielt das Bistum in einer Erklärung im Oktober 2010 für schuldig.
Im Oktober 2010 wurde in der Reihe „Tatort Internet – Schützt endlich unsere Kinder“ des Senders RTL II eine Folge ausgestrahlt, in der ein pädophiler Kinderdorfleiter der Caritas Würzburg beschuldigt wurde. Die Caritas empörte sich vor allem darüber, dass weder das Bistum noch die Caritas vom Sender über den Mann informiert wurden, obwohl die Aufnahmen bereits vor dem Ökumenischen Kirchentag im Mai 2010 gemacht worden waren. So konnte der Kinderdorfleiter noch weitere fünf Monate in der Einrichtung tätig sein, wo er 37 Kinder und Jugendliche zwischen sechs und 18 Jahren betreute. RTL II rechtfertigte sich damit, dass man die Staatsanwaltschaft nicht eingeschaltet habe, da kein Straftatbestand vorgelegen habe. Die Caritas wollte diesen Hinweis nicht gelten lassen.
Im März 2011 legte das Bistum Würzburg seine Bilanz der Missbrauchsvorwürfe vor. Der Missbrauchsbeauftragte der Diözese, Klaus Laubenthal, sprach dabei von 20 Priestern, die sich an Minderjährigen vergangen hätten. Vier weitere Priester begingen Grenzüberschreitungen unterhalb der Straftatengrenze. Die Hälfte der Beschuldigten sei bereits verstorben. In sieben Fällen habe die Staatsanwalt ermittelt, musste jedoch alle Verfahren bereits wieder einstellen. Insgesamt lagen 62 Vorwürfe gegen Geistliche vor. Zwei hatten sich als unwahr herausgestellt, in vier Fällen waren die Opfer nicht minderjährig. 13 Vorwürfe richteten sich gegen Ordensangehörige und 30 weitere gegen die oben genannten Priester.
Im Dezember 2011 versetzte das Bistum Würzburg einen 59 Jahre alten Priester aus dem Landkreis Main-Spessart in den Ruhestand. Er hatte zugegeben, vor 30 Jahren homosexuelle Kontakte zu einem Minderjährigen gehabt zu haben.
Im August 2020 wurde ein Pfarrer aus der Pfarreiengemeinschaft Heiliges Kreuz (Bad Bocklet) vom Amtsgericht Bad Kissingen rechtskräftig wegen des sexuellen Missbrauchs in zwei Fällen an einer 12-jährigen Ministrantin verurteilt und verzichtete auf sein Pfarramt; das kirchenrechtliche Verfahren war noch nicht abgeschlossen. Im Bistum Würzburg wurden mehrere Unterschriftenaktionen zugunsten des Verurteilten organisiert, die zum Teil seine Rückkehr in die Pfarrei forderten, da er unschuldig sei. Der Würzburger Bischof Franz Jung reagierte erbost und erklärte, die Aktionen liefen in „bizarrer und skandalöser Weise“ dem Bemühen des Bistums um Aufarbeitung des sexuellen Missbrauchs zuwider, sie verursachten „schwersten Schaden“ für die Pfarrei, das Bistum und die Kirche insgesamt.
Wegen sexuellen Missbrauchs an Mädchen in einem Zeltlager der Katholischen Pfadfinderschaft Europas im Bistum Würzburg belegte das Bistum Rottenburg-Stuttgart 2021 einen im Bistum Salzburg tätigen Ordenspriester mit Exerzitienverbot. Die Taten sind strafrechtlich inzwischen verjährt.
Missbrauch Minderjähriger und anderer Schutzbedürftiger durch Priester des Bistums Würzburg seit 1945 wird ab Herbst 2021 durch die Universität Würzburg unter Leitung des Kirchenhistorikers Dominik Burkard wissenschaftlich erforscht. Gemäß einer Vereinbarung zwischen dem Bistum Würzburg und der Universität wird die Studie durch den Bischöflichen Stuhl finanziert, wird jedoch wissenschaftlich unabhängig durchgeführt.

## Ordensgemeinschaften

### Benediktiner

#### Ettal
Mitte Februar 2010 wurden erste Vorwürfe gegen das Internat des Benediktinergymnasiums Ettal im oberbayerischen Kloster Ettal laut. Sie betrafen Fälle, die zeitlich unter Meldepflicht standen. Das zuständige Erzbistum München und Freising bat Abt Barnabas Bögle, die Verantwortung zu übernehmen und zurückzutreten, was dieser auch sofort tat. Wenige Tage später trat auch der Schulleiter zurück. Am 2. März 2010 ließ die Staatsanwaltschaft München II im Einvernehmen mit den Patres des Klosters Ettal erstmals ein Kloster durchsuchen, nachdem 20 mutmaßliche Opfer von sexuellen Übergriffen oder körperlicher Züchtigung berichtet hatten und Verdachtsfälle aus den Jahren 2003 bis 2005 nicht ordnungsgemäß gemeldet worden waren. Am 14. März 2010 schrieb der Berater der Deutschen Bischofskonferenz in Fragen des Missbrauchs, Manfred Lütz, in der Frankfurter Allgemeinen Sonntagszeitung, das Erzbistum habe Abt und Schulleiter zu Unrecht zum Rücktritt gedrängt. Sogar ohne Vorliegen eines Missbrauchsvorwurfs sei ein Gutachten von Friedemann Pfäfflin eingefordert worden, das keine Diagnose auf Pädophilie erbrachte. Am 12. April 2010 wurde ein Bericht vorgelegt, in dem von Gewalt, Missbrauch und Sadismus die Rede ist. Insgesamt sollen sich rund 15 Mönche an über 100 Schülern vergangen haben. Am 11. Juli 2010 wurde Bögle durch den Konvent wiedergewählt.
Im Januar 2011 erhob die Staatsanwaltschaft Anklage gegen einen Ordensangehörigen.
Im Februar 2011 kam es zu schweren Vorwürfen zwischen dem Kloster Ettal und dem Erzbistum München und Freising. In mehreren Zeitungsberichten wurde Kardinal Reinhard Marx und der Erzdiözese vorgeworfen, Missbrauchsfälle aus taktischen Gründen bewusst drei Monate zurückgehalten zu haben. Die Erzdiözese wies diese Vorwürfe zurück und erklärte, dass sich die Verzögerung im konkreten Fall dadurch ergeben habe, dass das Opfer anfänglich nicht bereit gewesen sei, an die Öffentlichkeit zu gehen. Darauf habe das Erzbistum während der in Rede stehenden Zeit erfolgreich hingewirkt. Gegen die Behauptung der Zeitung Die Welt erwirkte das Erzbistum München und Freising beim Landgericht Hamburg eine einstweilige Verfügung.
Der neue Sonderermittler Hans-Joachim Jentsch bestätigte am 17. Februar 2011 im Wesentlichen den Bericht seines Vorgängers. Das Kloster Ettal richtete einen Entschädigungsfonds von 700.000 Euro für 70 Betroffene ein. Die Betroffenen erhielten im Schnitt 10.000 Euro. Missbrauchsopfer lobten vor allem den nach persönlichen Gesprächen erfolgten Gesinnungswandel der Klosterleitung. Insbesondere das unbürokratische Vorgehen sei vorbildlich für die gesamte Kirche.
Das IPP München erstellte von Mai 2011 bis Februar 2013 die Studie „Sexueller Missbrauch, psychische und körperliche Gewalt im Internat der Benediktinerabtei Ettal: Individuelle Folgen und organisatorisch-strukturelle Hintergründe“. Die 163-seitige Studie wurde im März veröffentlicht und online gestellt.
Das Strafverfahren zu 21 Fällen zwischen 2001 und 2005 dauerte bis zum 11. März 2015 und endete mit der Verurteilung des damaligen Internatspräfekten zu einer Bewährungsstrafe von 22 Monaten, ausgesetzt für vier Jahre. Das Landgericht München II untersagte dem Täter den weiteren beruflichen Umgang mit Kindern und Jugendlichen und erlegte ihm eine ambulante Sexualtherapie auf. Am 4. August 2016 wurde beim Landgericht München II ein zweites Verfahren gegen den Pater wegen sexuellen Missbrauchs von Kindern in einem weiteren Fall eröffnet. Die Verteidigung kündigte ein umfassendes Geständnis an. Am 10. August 2016 wurde der Priester in erster Instanz zu einer Freiheitsstrafe von sieben Jahren verurteilt; das Urteil aus dem Jahr 2015 war darin einbezogen.

#### Schäftlarn
2010 wurden Fälle des sexuellen Missbrauchs am Internat des Gymnasiums der Benediktinerabtei Kloster Schäftlarn aus den 1960er-Jahren bekannt. Bereits 1991 hatte die Zeitschrift Stern berichtet, zwei Patres hätten mehrere Jungen brutal vergewaltigt. Nach ihren Gefängnisstrafen seien die Mönche wieder ins Kloster aufgenommen worden.

#### Kornelimünster
Im Februar 2023 trat der Abt der Benediktinerabtei Kornelimünster, Friedhelm Tissen, im Rahmen einer Visitation zurück, da aus seiner Sicht während seiner Amtszeit unangemessen mit den Opfern verschiedener zurückliegender Missbrauchsfälle aus den 1960/70er-Jahren umgegangen wurde und er mit dem Rücktritt einen Neuanfang einleiten wollte. Nach Angaben der Abtei waren mehrere Schüler der Realschule St. Benedikt und des dazugehörenden Internats in Kornelimünster (heute Stadt Aachen) von sexualisierter Gewalt betroffen; an beiden Einrichtungen waren Mönche der Abtei unterrichtend oder als Internatsleiter tätig. Die Schüler wurden geschlagen, und zwar teilweise massiv, und es gab Fälle sexueller Gewalt. In mindestens einem Fall wurde ein seelsorgliches Verhältnis zu sexuellen Übergriffen ausgenutzt. Bei den Betroffenen wurden dadurch seelische Verletzungen und Traumata ausgelöst. Die mutmaßlichen Täter sind inzwischen gestorben. Die Problematik ist in der Abtei seit 2010 bekannt, jedoch waren mehrere Anträge auf Anerkennung des Leids, die von Betroffenen gestellt worden waren, von Abt Friedhelm Tissen nicht bearbeitet worden, und der Konvent, der noch aus fünf Mönchen besteht, habe „das Ganze nicht wahrhaben“ wollen.

#### Weitere Fälle
Ein Ordensbruder der Abtei Königsmünster in Meschede (Erzbistum Paderborn) zeigte sich selbst bei der Staatsanwaltschaft Arnsberg wegen sexuellem Missbrauch an. Die Taten fanden bis in die 1990er-Jahre statt und betreffen 19 Geschädigte.
In der Diözese Regensburg wurden 2010 Vorwürfe gegen das Kloster Metten wegen Brutalität und sexuellem Missbrauch erhoben. Im dortigen Internat hätten sich Mönche an Schülern vergangen.
Weitere Tatverdächtige wurden aus der Erzabtei Sankt Ottilien (Bistum Augsburg) bekannt.
In Plankstetten (Bistum Eichstätt) soll es in den 1960er-Jahren nach Angaben eines Zeugen im Internat des Benediktinerklosters zu Übergriffen gekommen sein.
Im Mai 2011 gab der Benediktinerorden bekannt, dass ein Bruder der Benediktinerabtei St. Matthias in Trier zugab, sich in den 1970er- und 1980er-Jahren an Jugendlichen vergangen zu haben.

### Franziskaner
Ein Franziskaner-Pater im Bistum Speyer zeigte sich nach Belästigungsvorwürfen von Messdienern im Dezember 2009 selbst an; das Verfahren gegen ihn wurde jedoch eingestellt. Das frühere Franziskaner-Internat in Großkrotzenburg bei Hanau (Bistum Fulda) war in Zusammenhang mit Missbrauchsfällen genannt worden, wurde jedoch in der weiteren Berichterstattung nicht mehr erwähnt.
Die Deutsche Franziskanerprovinz gab im Januar 2024 an, sie habe das Münchner Institut für Praxisforschung und Projektberatung (IPP) mit einer Missbrauchsstudie beauftragt, mit Ergebnissen sei bis Ende 2025 zu rechnen. Bei der Provinz seien seit 2010 über 40 Meldungen zu Missbrauchsfällen eingegangen. Die meisten beträfen die Zeit von 1960 bis 1990, so dass der Großteil der als Täter beschuldigten Brüder bereits gestorben sei. Die Franziskanerprovinz habe bereits 500.000 Euro als Anerkennungsleistungen an Betroffene bezahlt; seit 2010 seien 30 Anträge gestellt, von denen 27 bewilligt worden seien.
Erste Forschungsergebnisse teilte das IPP am 30. September 2024 mit. Dabei attestierte es den Franziskanern eine hohe Mitwirkungsbereitschaft auf allen Entscheidungsebenen. Die bisher bekannten Taten hätten vor allem in den 1950er- bis 1970er-Jahren stattgefunden, die Betroffenen seien zumeist männlich und zum Zeitpunkt des ersten Missbrauchs 10 bis 14 Jahre alt gewesen. Die Übergriffe hätten schwerpunktmäßig in Vossenack und Großkrotzenburg stattgefunden, wo der Orden Gymnasien und Internate unterhält bzw. unterhielt.

### Jesuiten

#### Canisius-Kolleg Berlin
Bei den Jesuiten war zunächst das Canisius-Kolleg Berlin von Missbrauchsvorwürfen betroffen (siehe Details im Hauptartikel). Kurz darauf wurden auch Fälle an den ebenfalls von den Jesuiten geleiteten Gymnasien Kolleg St. Blasien im Schwarzwald und Aloisiuskolleg in Bonn bekannt.

#### Aloisiuskolleg in Bonn
Infolge der Berichte über das Berliner Canisius-Kolleg wurden auch Missbrauchsfälle am ebenfalls von den Jesuiten geleiteten Aloisiuskolleg in Bonn im Erzbistum Köln bekannt. Bis März 2010 waren hier ca. 30 Opfer bekannt. Der Rektor Pater Theo Schneider trat am 8. Februar 2010 zurück, um eine lückenlose Aufklärung zu ermöglichen. In Reaktion auf die Missbrauchsfälle wurde eine Webseite eingerichtet. Am 10. Dezember 2010 stellte die Schule ein umfassendes Präventionskonzept zur Verhinderung zukünftiger Missbrauchsfälle vor.
Am 15. Februar 2011 wurde der Abschlussbericht über die am Aloisiuskolleg geschehenen bekanntgewordenen Missbrauchsfälle in der Zeit vom von 1950 bis 2010 veröffentlicht. Insgesamt lagen für den Bericht Angaben von 175 Personen über Grenzverletzungen vor. 58 Personen berichteten, selbst Grenzverletzungen erlebt zu haben. Belastet wurden insgesamt 23 Personen (18 Ordensmitglieder und 5 weltliche Mitarbeiter). Die Mehrzahl (14 Ordensmitglieder und 3 weltliche Mitarbeiter) war in den 1950er- und 1960er-Jahren am Aloisiuskolleg tätig. 31 von 58 Berichten betreffen einen Pater, der von 1968 bis 2008 am Aloisiuskolleg lebte und arbeitete. Hinweise auf vorsätzliche Vertuschung fanden sich nur in einem Fall Anfang der 1960er-Jahre. Der Bericht konnte daher den Vorwurf einer systematischen Vertuschung der Fälle nicht bestätigen. Stattdessen wurde vor allem kritisiert, dass in der Regel gar nicht erst hingesehen wurde. Hinweisen wurde nicht nachgegangen; Verantwortliche erklärten sich als nicht zuständig oder betrachteten die Vorkommnisse durchweg als Einzelfälle. Der Abschlussbericht identifizierte dazu mehrere strukturelle Risikofaktoren, die das beschriebene Verhalten begünstigt hätten. Benannt wurden zum einen Mängel in den Organisationsabläufen wie das Fehlen eines Kommunikations- und Dokumentationssystems, aber auch das frühere Werte- und Normensystem des Jesuitenordens, das durch mangelnde Transparenz und Kontrolle sowie Abschottungstendenzen Machtmissbrauch mit ermöglicht habe. Einzelne Missbrauchsopfer kritisierten, nicht alle berichteten Vorfälle seien in diesen Bericht aufgenommen worden.

#### Untersuchungsberichte zum Jesuitenorden
Am 18. Februar 2010 erläuterte die Anwältin Ursula Raue, seit 2005 Beauftragte des Jesuitenordens für sexuellen Missbrauch, in einem Zwischenbericht, dass ihr 115 bis 120 sexuelle Übergriffe gegen Schüler gemeldet worden seien. Sie äußerte Erstaunen, dass in den Akten des Ordens zwar „Fürsorge für Mitbrüder“ erkennbar werde, aber keine „Befassung mit der Seelenlage der anvertrauten Kinder und Jugendlichen“.
In ihrem Abschlussbericht im Mai 2010 erwähnte Raue jahrzehntelange systematische Vertuschung sexueller und körperlicher Gewalt gegen Kinder in den Einrichtungen, und dass die Täter mehrmals von ihren Oberen gedeckt und versetzt worden seien. Der Bericht nennt eine Zahl von mindestens 205 Opfern, die in Einrichtungen der Jesuiten körperlich misshandelt oder sexuell missbraucht worden waren. Diese betrafen das Canisius-Kolleg Berlin, das Kolleg St. Blasien, die Sankt-Ansgar-Schule in Hamburg, das Aloisiuskolleg in Bonn-Bad Godesberg sowie Jugendeinrichtungen in Göttingen und Hannover sowie ein heute nicht mehr von den Jesuiten geleitetes Kolleg in Büren. Zusätzlich zu den 205 Meldungen erhielt Raue 50 Meldungen von Opfern an anderen Einrichtungen. Dabei wurden zwölf Patres, von denen sechs bereits verstorben waren, und zwei weltliche Mitarbeiter von mehr als einem Opfer benannt. 32 weitere Patres, weltliche Lehrer oder Erzieher wurden von nur einem Opfer genannt.
Im Juli 2010 legte die Grünen-Politikerin Andrea Fischer ein Sondergutachten zur Verantwortung des Ordens und der Ordensoberen im Umgang mit einzelnen Missbrauchsfällen vor.
Im Jahr 2013 veröffentlichten die Jesuiten Godehard Brüntrup, Christian Herwartz und Hermann Kügler ein Buch über die Missbrauchskrise des Jesuitenordens.

### Kapuziner
Im Studienseminar der Kapuziner im Kapuzinerkloster St. Anna Burghausen (Bistum Passau) gab es im Schuljahr 1984/85 Missbrauchsfälle, die 1991 juristisch verfolgt wurden, was aber wegen Verjährung ohne Folgen blieb. Der verdächtigte Direktor des Studienseminars wurde nach mehreren Versetzungen 2009 von allen priesterlichen Aufgaben entbunden. Mit dem Fall waren sowohl die zuständigen Bistumsleitungen als auch die römische Kurie befasst. Die Glaubenskongregation hatte demnach verfügt, dass der betroffene Mönch keine Kinder- und Jugendarbeit mehr leisten und auch keine Beichten mehr hören dürfe. Außerdem sollte er sich einer Therapie unterziehen. Die Ordensleitung gab den Fall im März 2010 der Öffentlichkeit bekannt. Sie entschuldigte sich bei den Opfern und bot psychologische Betreuung oder Therapien auf Kosten des Ordens an.
In Bad Mergentheim (Bistum Rottenburg-Stuttgart) soll ein Pater einen Jungen im damaligen Kapuzinerkloster Mergentheim missbraucht haben.

### Maristen
In der Internatsschule der Maristenpatres in Meppen (Bistum Osnabrück) soll es Ende der 1960er-Jahre zu sexuellen Übergriffen auf Minderjährige durch einen Ordensmann gekommen sein. Ein Ermittlungsverfahren der Staatsanwaltschaft wurde wegen Verjährung eingestellt. Nach ersten Vorwürfen 1980 gestand der Mann und verließ den Schuldienst. Auf Wunsch der Eltern der betroffenen Kinder gab es keine Anzeige. Der Geistliche verstarb 2008.
Auch ein weiterer Ordensmann der Maristenpatres beging sexuelle Übergriffe gegenüber minderjährigen Jungen. Dieser Täter verstarb 1987.
Ein Maristenpater aus Köln vergewaltigte wiederholt einen Jungen in einem Kinderheim der Stadt München, wo der Pater seinen Urlaub verbrachte. Dem Opfer wurde eine finanzielle Entschädigung ausbezahlt.
Bezüglich des Internats der Maristen-Schulbrüder im bayerischen Mindelheim (Bistum Augsburg) richteten sich die Hauptvorwürfe gegen die Informationspolitik der Ordensgemeinschaft. 2007 war der langjährige Internatsleiter, ein Ordensmitglied, von seiner Aufgabe entbunden worden, ohne dass man alle Eltern darüber informiert hatte, dass gegen ihn ermittelt wurde, weil er sich an mindestens 10 bis 15 Jungen vergangen haben soll. Er wurde 2008, 2011 und 2023 wegen sexuellen Missbrauchs zu Bewährungsstrafen verurteilt. Auch ein Diözesanpriester des Bistums Augsburg, der in den 1980er-Jahren im Maristen-Internat tätig gewesen war, wurde 2017 wegen Vorwürfen sexuellen Missbrauchs eines Minderjährigen, begangen während seiner Mindelheimer Zeit, als Pfarrer in den Ruhestand versetzt.

### Minoriten
Minoriten
Im Februar und März 2010 wurde einem Minoriten-Pater vorgeworfen, er habe in seiner Zeit als Rektor des Kollegs St. Ludwig in Bonn Schüler sexuell belästigt. Erste Vorwürfe hatte es schon 1971 gegeben. Der Pater blieb bis 1977 am Kolleg St. Ludwig in Bonn. Er wechselte dann aufgrund neuer Vorwürfe nach Würzburg und blieb jahrzehntelang in der Jugendarbeit beschäftigt. Weitere Vorwürfe bezogen sich auf die Jahre 2000 und 2001. Das Bistum Würzburg und der Minoritenorden kamen im Oktober 2010 zu dem Ergebnis, dass die Vorwürfe zutrafen.
Die Deutschen Provinz der Minoriten legte im Juni 2024 eine extern begleitete, unabhängige Untersuchung zu sexualisierter Gewalt vor. Darin werden Vorwürfe gegen neun namentlich bekannte Mitglieder der Ordensprovinz seit den 1960er-Jahren behandelt, von einem Bruder  Übergriffe auf 20 verschiedene Personen. Zu den Betroffenen zählten Kinder und Jugendliche in Ordensinternaten in Bonn und Würzburg, außerdem Jugendliche im Rahmen von Seelsorge und Jugendarbeit. Die Beschuldigten seien uneinsichtig, reuelos und unkooperativ gewesen. Es habe bei der Amtsübergabe zwischen den wechselnden Oberen der Ordenshäuser Mängel gegeben, so dass angedrohte Konsequenzen nicht durchgesetzt oder überwacht worden seien.

### Redemptoristen
Der von dem Orden der Redemptoristen beauftragte Richter am Amtsgericht Leverkusen Merzbach nannte in seinem zweiten Untersuchungsbericht (Stand: Ende August 2011) eine Zahl von 28 Opfern, die in Einrichtungen der Redemptoristen in den 1950er- und 1960er-Jahren körperlich misshandelt oder sexuell missbraucht worden waren, unter anderem am Collegium Josephinum Bonn und am Herz-Jesu-Kolleg in Glanerbrück. Das Collegium Josephinum war bis 1983 ein Internat und wird als reine Privatschule in der Trägerschaft der Redemptoristen geführt.
Der Spiegel kritisierte im Mai 2012, dass am Collegium Josephinum Bonn ein Pater ein Präventionskonzept gegen sexuellen Missbrauch erarbeiten sollte, der in der Vergangenheit mit fragwürdigen Zäpfchenpraktiken gegenüber Jugendlichen aufgefallen war.
Im November 2013 berichtete die Neue Osnabrücker Zeitung über einen Pädagogen im Ruhestand, der nach 54 Jahren eine Klage gegen vier ehemalige Patres der Redemptoristen anstrebte.

### Salesianer
Schwierig gestaltete sich die Aufklärung von Vorwürfen gegen das ehemalige Lehrlings- und Schülerheim in Berlin-Wannsee, das von Salesianern geführt und 2005 geschlossen worden war. Zu den zwischen 1960 und 1975 liegenden Vorfällen wurden 12 Salesianer befragt. Ein 2008 verstorbener Ordensangehöriger saß in Untersuchungshaft, jedoch war die Ursache unklar. Ein ehemaliger Schüler meinte, der Pater sei einem „Racheakt“ von Schülern zum Opfer gefallen.
In Berlin wurde außerdem der Vorwurf für glaubwürdig gehalten, ein Salesianer-Pater habe Ende der 1960er-Jahre Jugendliche missbraucht. Der Pater war mittlerweile hochgradig dement und lebte in einem Pflegeheim.
Von Missbrauchsvorwürfen betroffen war auch ein ehemaliges Heim der Salesianer in Augsburg. Der betroffene Ordensmann legte eine eidesstattliche Erklärung ab, dass er sich nichts habe zuschulden kommen lassen. Josef Grünner, der deutsche Provinzial der Salesianer, erklärte im Februar 2010, vorerst dem Mitbruder Glauben zu schenken.
Die Rhein-Zeitung berichtete von einem Fall von 1994 im Internat der Salesianer Don Boscos in Bendorf, bei dem der Internatsleiter den betroffenen Erzieher sofort freigestellt und die Kriminalpolizei eingeschaltet hatte. Zudem wurde von einem 1968 wegen „Verführung Minderjähriger“ zu vier Jahren verurteilten Salesianer berichtet. Ein anderer Erzieher war zu drei Jahren Freiheitsstrafe verurteilt worden.

### Vinzentinerinnen
Die Barmherzigen Schwestern vom Hl. Vincenz von Paul in Paderborn, die sich auch Vinzentinerinnen nennen, betrieben ab 1881 das St. Johannes-Stift in Marsberg, eine kinderpsychiatrische Krankeneinrichtung, und waren bis Ende der 1970er-Jahre an der Pflege beteiligt. Der WDR berichtete in seinem Fernsehmagazin Westpol im März 2013, dass junge Patienten im St.-Johannes-Stift in den 1950er- bis 1970er-Jahren Opfer von Gewalt und sexuellem Missbrauch geworden seien. Ein Betroffener, der 1963 als Dreizehnjähriger eingewiesen worden war, schilderte erst im Jahr 2013 sexuellen Missbrauch durch eine Nonne. Sie habe ihn 1964 fünf- oder sechsmal mit auf ihr Zimmer genommen, im Intimbereich gestreichelt und vollständig entkleidet. Anschließend drohte sie ihm, er dürfe nichts erzählen, und gab ihm Schokolade. Beim Duschen hätten die Nonnen die nackten Patienten begafft. Ein anderer Betroffener berichtete, es sei unangenehm gewesen, wenn man von den Nonnen „in gewissen Gegenden gründlich gewaschen wurde“. Manfred Kappeler hielt die Schilderungen für glaubhaft. Die Generaloberin der Barmherzigen Schwestern in Paderborn entschuldigte sich. Die Betroffenen haben kein Anrecht auf Entschädigung.

### Weitere Ordensgemeinschaften
Barmherzige Brüder
In einem Behindertenheim der Barmherzigen Brüder in Cham soll ein Ordensangehöriger sexuellen Kontakt mit mindestens drei Bewohnern gehabt haben. Der Beschuldigte zeigte sich am 3. Januar 2011 bei der Staatsanwaltschaft an.
Deutscher Orden
Im März 2011 zeigte sich ein Pater des Deutschen Ordens im Bistum Fulda selbst an. Der Missbrauch fand in den 1990er-Jahren im Bistum Würzburg statt, wo der Pater von 1997 bis 2009 tätig gewesen war. Er wurde von seinen Aufgaben als Seelsorger im hessischen Marburg-Schröck entbunden.
Diener Jesu und Mariens
Die Leitung der Diener Jesu und Mariens (SJM) teilte im November 2023 mit, dass sie Vorwürfe sexuellen Missbrauchs gegen ein Mitglied des Ordens bei staatlichen und kirchlichen Behörden angezeigt habe, die dieser Ende der 1990er-Jahre begangen habe; sie werde alles tun, eine volle Aufklärung und Aufarbeitung der Vorfälle von unabhängiger Seite zu unterstützen. Laut einer Meldung der Schweizer Zeitung „SonntagsBlick“ habe ein heute 39-Jähriger berichtet, dass er von vier Priestern missbraucht worden sei, darunter der Priester der Gemeinschaft SJM, der ab 1998 nahezu tägliche sexuelle Übergriffe an ihm vorgenommen habe. Der Pater bestritt gegenüber der Zeitung diese Taten.
Hedwigschwestern
Eine ehemalige Bewohnerin des Kinderheims der Berliner Hedwigschwestern berichtete, sie sei in den 1950er- und 1960er-Jahren von einer Nonne über Jahre hinweg missbraucht worden.
Herz-Jesu-Missionare
Zwei Patres der Hiltruper Missionare zeigten sich 2010 wegen Missbrauchs am Gymnasium Johanneum in Homburg (Bistum Speyer) selbst an. Sie wurden aus ihren Ämtern entlassen. In zwei älteren Fällen waren die Täter schon gestorben.
Missionare von der Heiligen Familie
Im Jahr 2007 ist der erste sexuelle Missbrauch im Internat/Gymnasium St. Josef Biesdorf [ https://de.wikipedia.org/wiki/Biesdorf_(Eifel) ] bekannt geworden. Der Täter verstarb vor Ende der kirchenrechtlichen Voruntersuchung. Ein weiterer Täter im Internat/Gymnasium St. Josef Biesdorf verstarb 2006, bereits vor dem Bekanntwerden des Missbrauchs. Erst im Herbst 2008 wurde durch die Initiative eines ehemaligen Schülers der massive sexuelle Missbrauch im Internat Lebenhan [ https://de.wikipedia.org/wiki/Lebenhan ] in der Rhön bekannt. [ https://www.spiegel.de/panorama/gesellschaft/kindesmissbrauch-paedophiler-pfarrer-darf-im-orden-bleiben-a-593926.html ] [ https://www.n-tv.de/panorama/Missbrauch-im-Internat-article32357.html ] Bereits zu Zeiten des Missbrauchs waren Internatsleitung und Behörden informiert worden, gingen den Vorwürfen jedoch nicht nach. [ http://www.orden-online.de/news/2008/10/22/paedophiler-ordenspriester-bleibt-straffrei/ ] Nach Meldungen durch weitere Opfer wurden schließlich Taten zwischen Mitte der 60-er bis Ende der 70-er Jahre aktenkundig: [  Der Täter verlor alle Rechte und Pflichten eines Klerikers, wurde aber nicht aus dem Orden entlassen. Heute lebt er in einem Pflegeheim. lm Mai 2010 wurde erstmals ein sexueller Missbrauch in der ehemaligen Missionsschule St. Maria in Oberhundem-Adolfsburg [https://de.wikipedia.org/wiki/Oberhundem ] aus dem Zeitraum 1956 - März/April 1957, bekannt. Der Täter war zu dem Zeitpunkt bereits verstorben. Die Deutsche Provinz der Missionare von der Heiligen Familie [ https://de.wikipedia.org/wiki/Missionare_von_der_Heiligen_Familie ] beteiligte sich ab dem 16. August 2021 am Verfahren zur Anerkennung des Leids der deutschen Bischofkonferenz und der Deutschen Ordensoberenkonferenz, in der Form vom 24. November 2020. Aus Mitteln der Missionare von der Heiligen Familie erfolgten anschließend Zahlungen aus diesen Verfahren, Erstattungen für Therapien und verbundene Kosten. 2025 beendete der Orden die Teilnahme und eröffnete ein eigenes Anerkennungsverfahren. Ausgehend von der Initiative zweier Opfer aus Lebenhan fand am 11. September 2022 ein Austauschtreffen mit weiteren Opfern statt. Diese Initiative mündete in Treffen eines Klärungs- und Gesprächsprozesses an dem Opfer aus Lebenhan und Biesdorf, ein Delegat der Missionare von der Heiligen Familie sowie die Unabhängige Ansprechperson des Ordens teilnehmen. [ https://www.missionare.org/aktuelles-124/sexueller-missbrauch.html  ]
Oblaten des heiligen Franz von Sales
Im Gymnasium Haus Overbach in Jülich (Bistum Aachen), das seinerzeit von den Oblaten des hl. Franz von Sales getragen wurde, sollen in den 1950er- und 1960er-Jahren elf Schüler missbraucht worden sein.
Pallottiner
Am 18. Februar 2010 machten die Pallottiner Fälle sexuellen Missbrauchs in dem früheren, 1967 geschlossenen Konvikt Sankt Albert in Rheinbach bei Bonn bekannt. 2008 hatte ein ehemaliger Schüler angegeben, er und zwei weitere Jungen seien Anfang der 1960er-Jahre von einem Pater missbraucht worden. Der beschuldigte Pater sei in den 1960er-Jahren aus dem Orden ausgeschieden. Zu den Betroffenen in Rheinbach zählt Wolfgang Niedecken.
Prämonstratenser
Ein Schulpfarrer in Fritzlar, der dem Orden der Prämonstratenser angehörte, wurde im November 2010 vom Kasseler Landgericht wegen sexuellen Missbrauchs von Kindern in 155 Fällen zu sieben Jahren Haft verurteilt. Die Opfer waren Ministranten, die zur Tatzeit 11 bis 12 Jahre alt waren und dem Pfarrer als ihrem Beichtvater vertrauten. Die Taten geschahen im Zeitraum 1992 bis 2003. Der Angeklagte hatte berichtet, die Ordensleitung habe ihn schon 1998 auf Gerüchte über sein Fehlverhalten angesprochen, er habe aber damals alles abgestritten. Im Jahr 2012 wurde bekannt, dass die Kirche ihn aus dem Priesterstand entlassen hatte, auch dem Orden gehörte er nicht mehr an. Die Fritzlarer Niederlassung des Ordens war bereits zum 1. Juli 2010 aufgehoben worden.
Ursulinen
Im Juni 2023 wurden mehrere Missbrauchsvorwürfe gegen einen Lehrer der Bielefelder katholischen Marienschule der Ursulinen laut. Die Staatsanwaltschaft leitete Ermittlungen ein, der Lehrer wurde für die Zeit der Ermittlungen vom Dienst freigestellt.

## Andere katholische Gemeinschaften
Sexueller Missbrauch wurde auch aus katholischen Gemeinschaften, die weder Bistümer noch Orden sind, bekannt. Dies schließt kirchlich anerkannte Einrichtungen, die über Diözesangrenzen hinweg tätig waren oder sind, ein:

### Bund der Deutschen Katholischen Jugend
Im Januar 2023 gab der Bund der Deutschen Katholischen Jugend (BDKJ) bekannt, dass ihm für die Zeit von 1945 bis 2022 bisher 121 Fälle und Verdachtsfälle sexuellen Missbrauchs bekannt geworden seien, davon 75 Fälle in den Jahren seit 2010. Unter den Opfern waren 62 % weiblichen, unter den Tätern 65 % männlichen Geschlechts. Das Spektrum der Taten reichte von aufdringlichem Verhalten über unerwünschte sexuelle Handlungen bis zu Erpressung mit körperlicher Gewalt. Der BDKJ kündigte eine umfassende Untersuchung durch unabhängige Experten an.

### Deutsche Pfadfinderschaft St. Georg
2021 beschloss der Vorstand der Deutschen Pfadfinderschaft St. Georg (DPSG) die Aufklärung sexuellen Missbrauchs in den eigenen Reihen. Geklärt werden soll auch, ob und weshalb es zur Vertuschung und Begünstigung von Machtmissbrauch gab und ob eine Haltung existierte, die Kinder und Jugendliche abgewertet oder Gewalt begünstigt habe. Dazu sollten Betroffene angehört und externe Experten beauftragt werden. 2023 beschloss die Bundesversammlung eine „verbandliche Interventionsordnung für den Kinder- und Jugendschutz“.

### Katholische Pfadfinderschaft Europas
2022 bat die Katholische Pfadfinderschaft Europas (KPE) in einer E-Mail an die Schriftstellerin Johanna Beck um Entschuldigung für sexuellen Missbrauch, den sie als Kind in der KPE durch einen Priester des Engelwerkes erlitten hatte. Beck bezweifelte, dass sich die KPE nachhaltig geändert habe. Der Priester war 2022 weiter unter Auflagen im Amt.